# Gótico brabantino

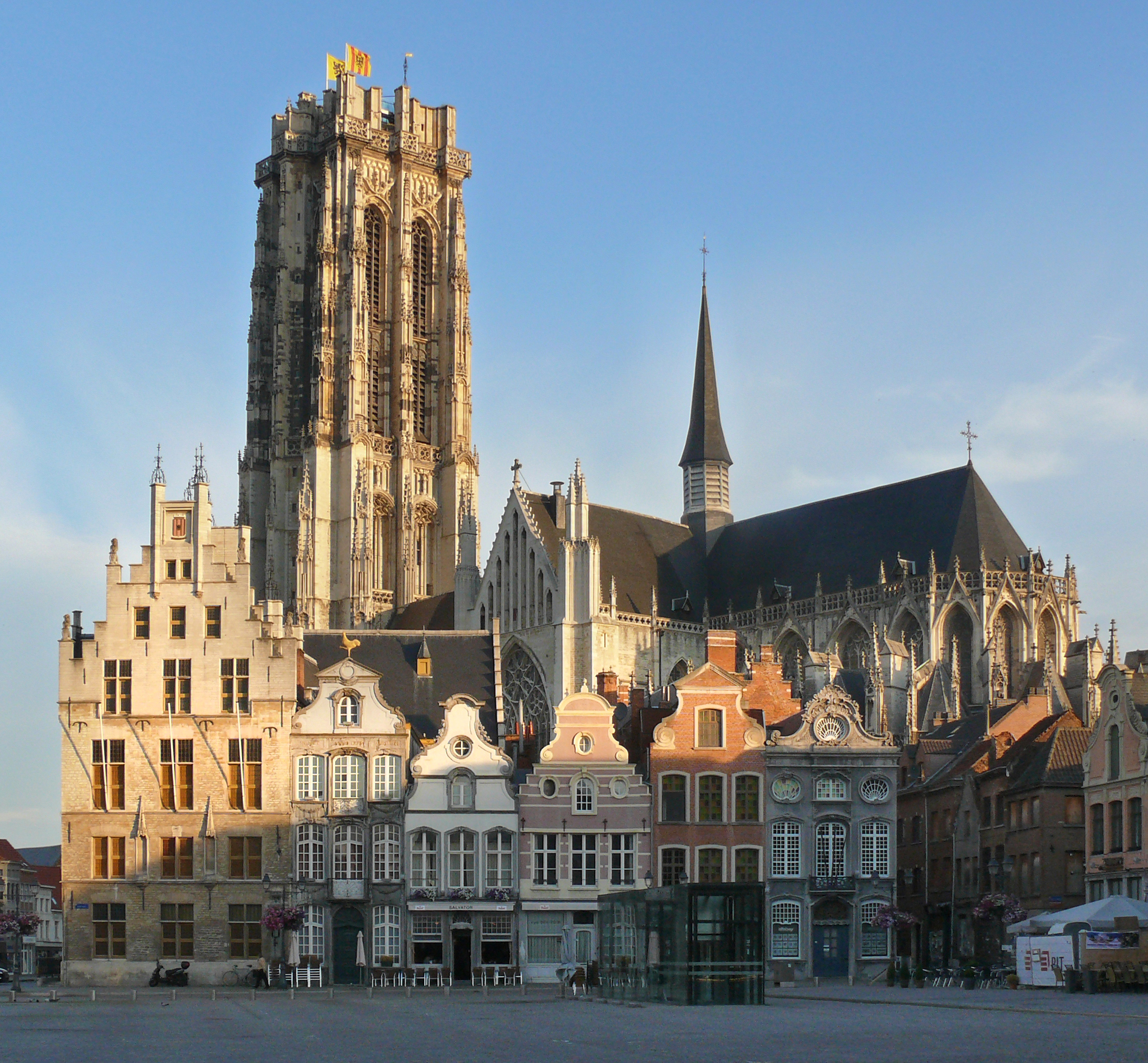
Catedral de San Rumoldo de Malinas y su masiva torre inacabada (de 97 m; la espira nunca fue construida)

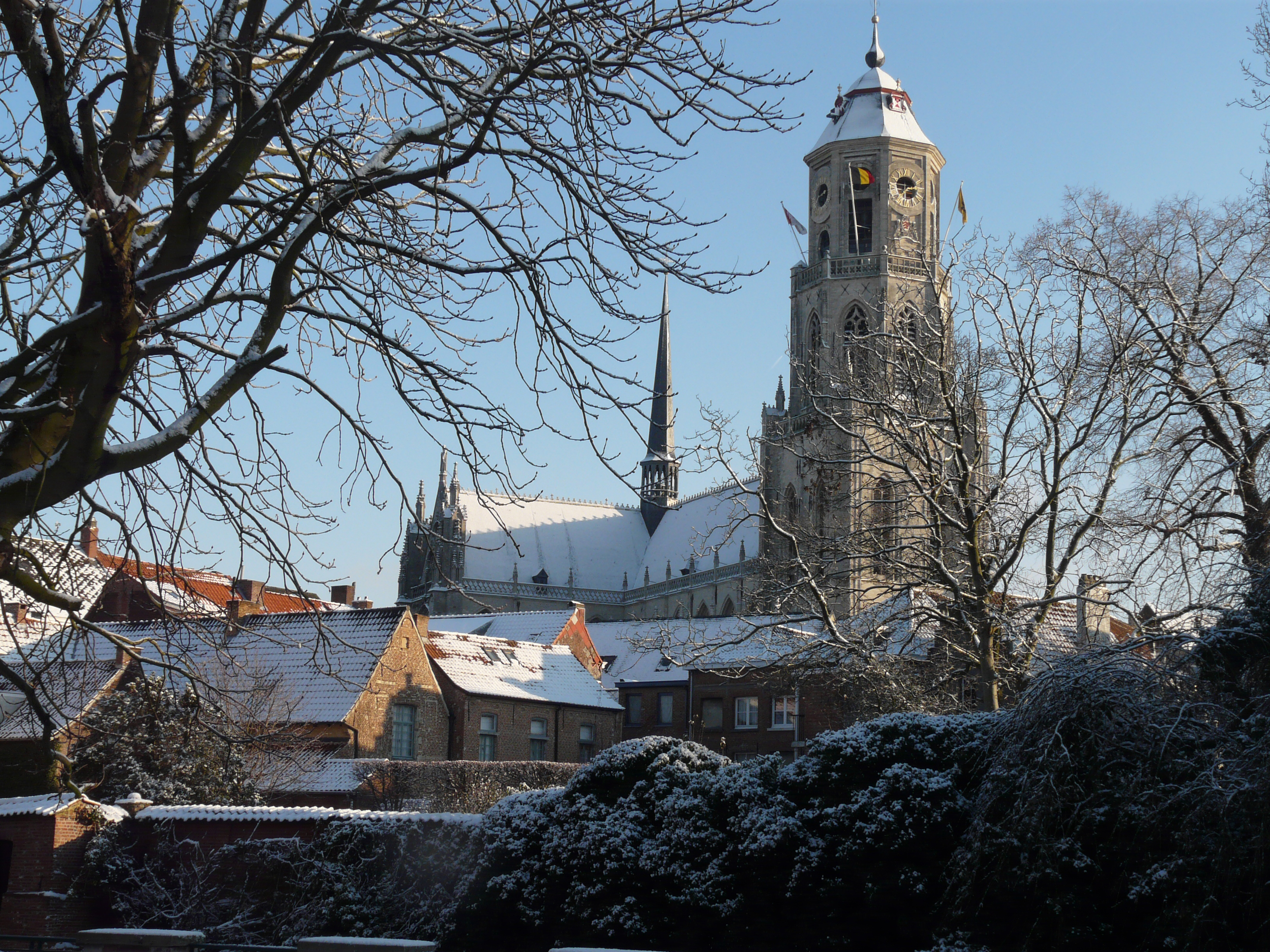
La iglesia Saint-Gommaire en Lierre

El estilo gótico brabantino o brabanzón [de Brabante] (en francés: gothique brabançon) es una significativa variante local de la arquitectura gótica que se encuentra en muchos monumentos situados en el territorio del Brabante histórico —el ducado de Brabante, hoy perteneciente a Bélgica (provincias de Brabante Flamenco y Amberes) y al sur de los Países Bajos (provincia de Brabante Septentrional)— y en las áreas circundantes.
Nacido a finales del siglo XIII bajo la influencia del gótico francés, el gótico brabantino adquirió enseguida características propias ya distinguibles en la primera mitad del siglo XIV en la catedral de San Rumoldo en la ciudad de Malinas. Reputados arquitectos como Jean d'Oisy, Jacob van Thienen, Everaert Spoorwater Matheus de Layens, y las familias Keldermans y De Waghemakere difundieron el estilo y las técnicas por las ciudades y pueblos del ducado de Brabante y más allá. En las iglesias y otros edificios importantes, el tenor se impuso y se prolongó durante todo el Renacimiento.

## Precursores
El gótico brabantino, en el contexto de los Países Bajos, también se conoce como Alto gótico. Difiere del anteriormente introducido gótico escaldino, que normalmente tenía la torre principal sobre el crucero de la iglesia y que mantenía líneas horizontales románicas, empleando la piedra azul-gris extraída de canteras en la proximidades de la ciudad de Tournai, a orillas del río Escalda, lo que permitía su fácil transporte por el río, en particular, en el antiguo condado de Flandes.
El gótico mosano se refiere al área del río Mosa (o Meuse, en francés), principalmente en las partes del sureste de los Países Bajos: las modernas provincias de Limburgo, en los Países Bajos, Limburgo, en Flandes, y Lieja en Valonia. A pesar de tener un origen más tardío que el gótico escaldino, mostraba todavía más características románicas, incluyendo el uso de ventanas más pequeñas. Se utilizó marga, y alrededor de los capiteles de las columnas de piedra caliza hay hojas esculpidas de irises.

## Características

### Dos siglos de diseño gótico brabantino
Las iglesias más grandes de la región fueron construidas a lo largo de varios siglos, un tiempo durante el que la experiencia y las modas hicieron que los sucesivos arquitectos debieran evolucionar a partir de los planos originales. O que se transformasen las iglesias románicas en fases de desmontaje y sustitución, como en la catedral de San Bavón en Gante: aparte de su cripta, la cancela de principios del siglo XIV está influenciada por el gótico francés norteño y el gótico escaldino; un siglo más tarde apareció una capilla radiante; y entre 1462 y 1538, se construyó la madura torre oeste gótica brabantina; la nave estaba entonces aún inacabada. Aunque pocos edificios tienen un estilo totalmente coherente, el ingenio y la artesanía de los arquitectos pudieron realizar una convivencia armoniosa. Los conceptos finales fueron extraídos siglos después de los primeros diseños. De ello se desprende que el estilo gótico brabantino no es ni homogéneo, ni está estrictamente definido.

## Características principales

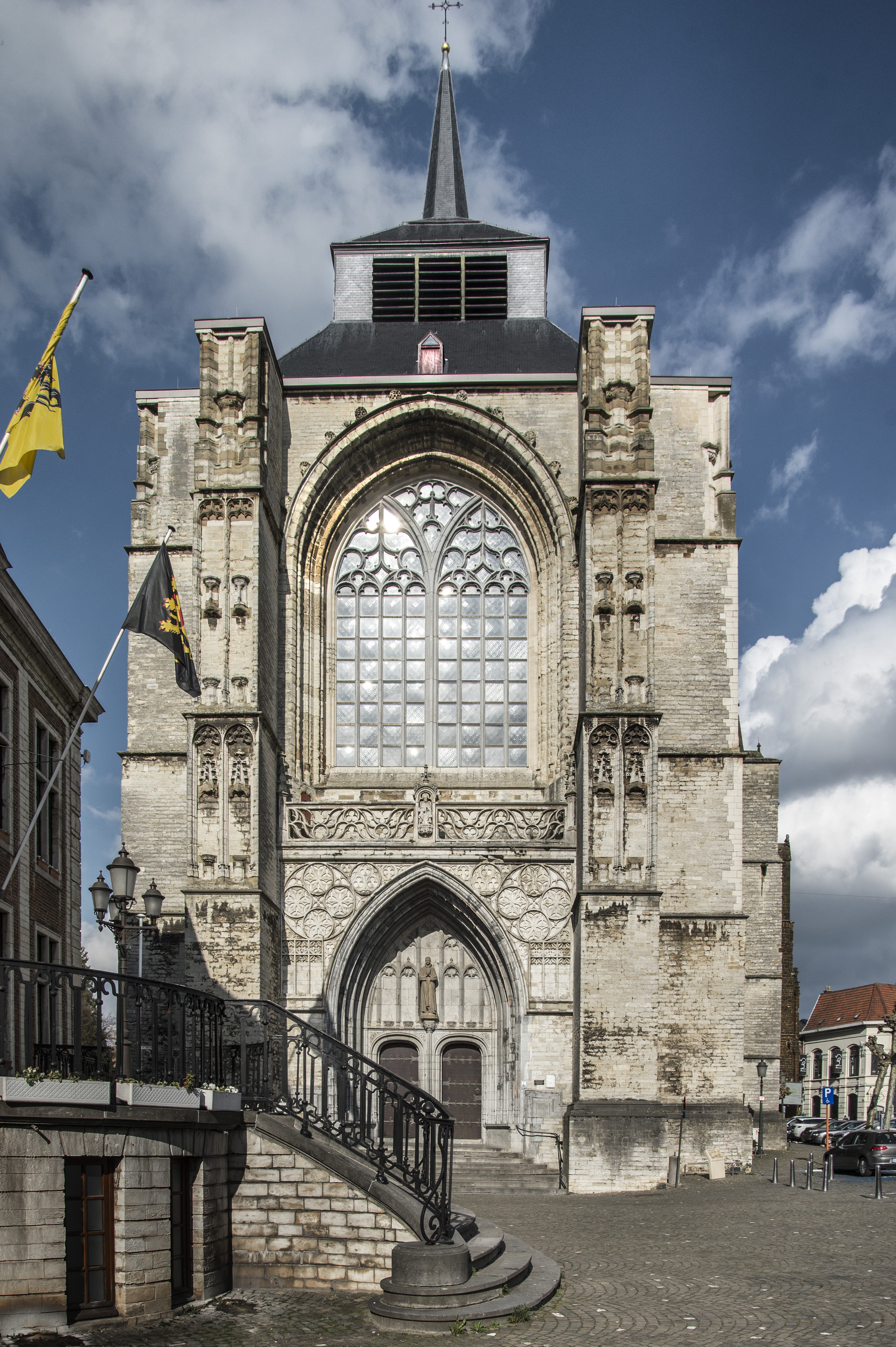
La iglesia de San Sulpicio de Diest, iniciada en 1321.

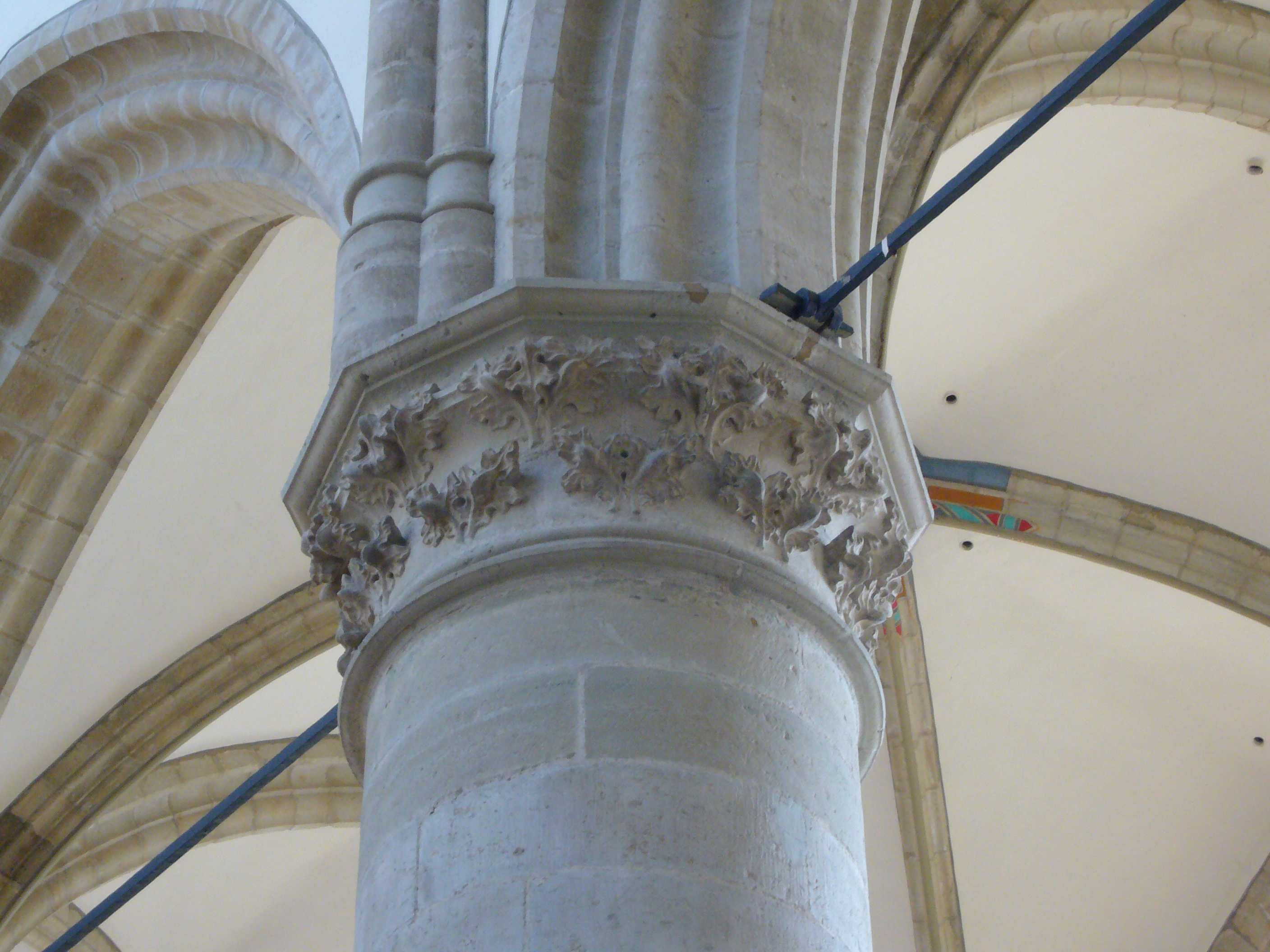
Capitel decorado sobre una columna redonda de la nave en la Grote Kerk en Dordrecht

El estilo gótico brabantino se originó con la llegada del ducado de Brabante (1183-1795) y se difundió a través de los Países Bajos borgoñones. Además de las influencias de menor importancia de la Alta catedral de San Pedro y María de Colonia, la arquitectura se basa en el estilo gótico francés, como se practicaba en la construcción de catedrales como las de Amiens y Reims.
Al igual que en la parte norte de Francia, las iglesias brabantinas tienen una gran planta cruciforme de tres naves (nave central y dos laterales) y un coro rodeado por un deambulatorio semicircular con capillas radiantes. Lo que la distingue, sobre todo en el exterior, es la presencia de una única torre masiva en la fachada occidental que está dotada de un porche. Se habla de un campanario-porche (en francés, clocher-porche). El más espectacular se encuentra en la catedral de San Rumoldo en la ciudad de Malinas. Las capillas laterales están dotadas con gabletes triangulares, un poco a la imagen de las casas flamencas de la época. A menudo hay una falta de transepto. Los rosetones también están ausentes y son reemplazados por grandes vidrieras para no interrumpir el ímpetu vertical.
En el interior, un alzado de tres niveles a lo largo de los pasillos de la nave central y laterales (arcadas, triforium, clerestorio). Las bóvedas son moderadamente altas en general y la esbeltez de las naves francesas, sin embargo, nunca fue superada, ya que el tamaño de las iglesias tiende a ser ligeramente más modesto. Las capillas laterales de la nave se comunican entre sí, formando así nuevas naves. La nave principal está generalmente bordeada por columnas cilíndricas con capiteles esculpidos con follaje de col, aunque a veces también continúan sin interrupción en las nervaduras de la bóveda. Estas columnas a menudo están decoradas con estatuas de apóstoles. Pero también hay una serie de importantes monumentos de Brabante donde los pilares fascinados sin capiteles reemplazan a las columnas redondas. Las bóvedas son en general moderadamente altas, lo que refuerza el contraste con la monumentalidad de las torres. A menudo, los santuarios góticos brabantinos están ricamente adornados con esculturas y pinturas. Las capillas laterales de la nave se comunican entre sí, formando así nuevas naves. Las iglesias góticas brabantinas se caracterizan por el uso de piedra arenisca o caliza de color claro, lo que permitió ricos detalles, pero que es bastante propensa a la erosión. Suelen estar ricamente ornadas con esculturas y pinturas.
El gótico brabantino presenta una persistencia significativa de las antiguas tradiciones arquitectónicas flamencas, como las columnas redondas con capiteles octogonales que se originan en el gótico escaldiano. Estuvo muy influenciado por el gótico clásico y radiante francés, luego por el gótico flamígero francés con toda su exuberancia, pero difiere bien de este último por un mayor orden y por la claridad de las líneas verticales y horizontales, con menos desbordamientos. Muchos monumentos también son bastante sobrios en algunas de sus partes (catedral de Amberes) o más globalmente (catedral de Gante). A veces también hay influencias del gótico inglés en los detalles decorativos. Pero el gigantismo y la monumentalidad de las torres ubicadas en el nártex, en la fachada occidental, con una multiplicación de líneas verticales, acerca el gótico brabantinoal gótico alemán y, en particular, a las regiones del Rin (las torres de Colonia, Friburgo, Estrasburgo, Ulm, etc.). Las torres masivas en nártex cuyo volumen contrasta fuertemente con el de la nave de la iglesia son, de hecho, una herencia del macizo occidental de la arquitectura carolingia, después especialmente otoniana y románica en los países germánicos, que se transcribe en gótico, todo como el paso marcado de la planta cuadrado a la planta octogonal frecuente en la elevación de las torres. Brabante fue durante mucho tiempo una provincia del Sacro Imperio.

Las torres brabantinas
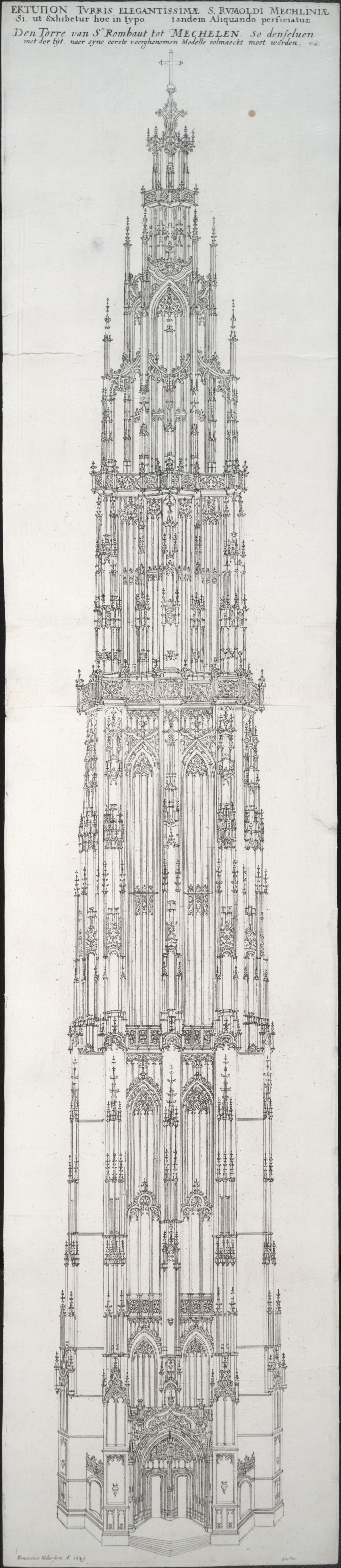
El proyecto de la torre de Saint-Rombaut de Malinas
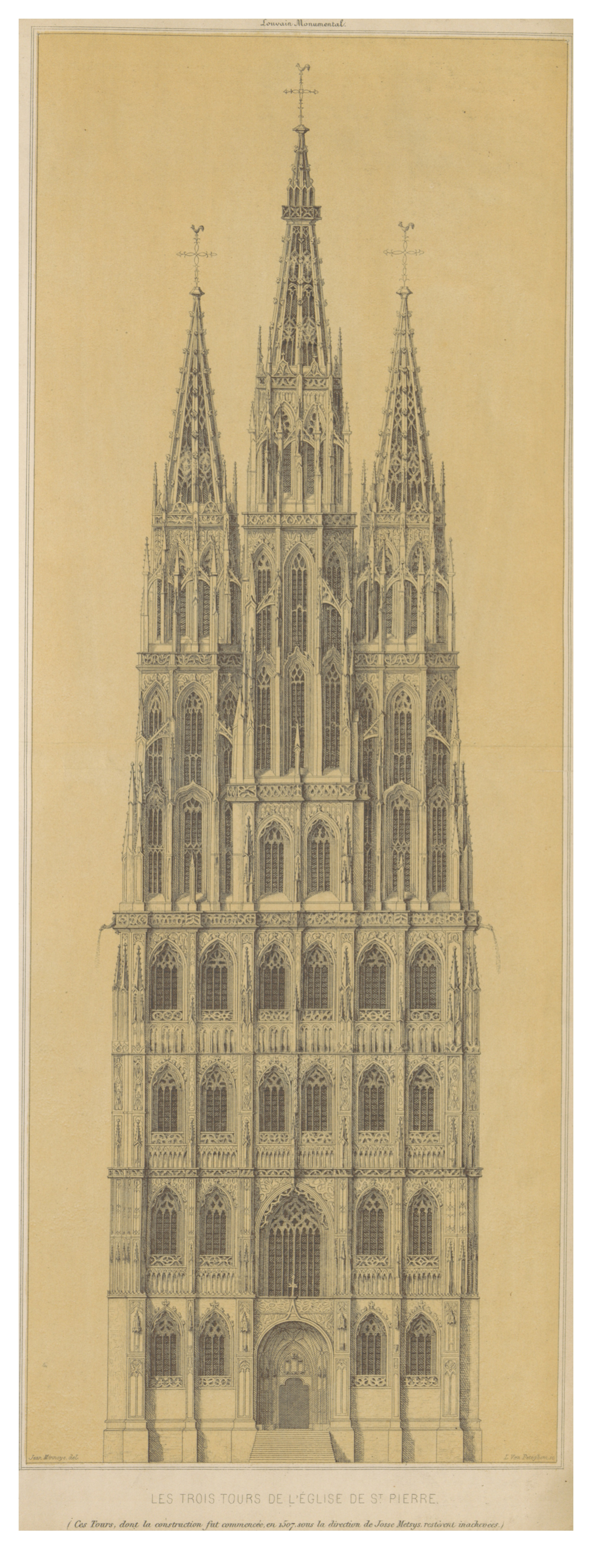
Las tresaltas  torres planificadas para el macizo occidental de San Pedro de Lovaina
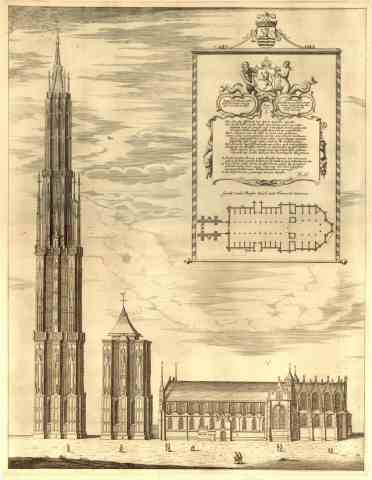
La torre de Saint-Liévin en Zierikzee (Zelanda) fue diseñada para alcanzar unos 200 m, pero construida sobre un pólder se volvió inestable tan pronto como alcanzó los 60 m
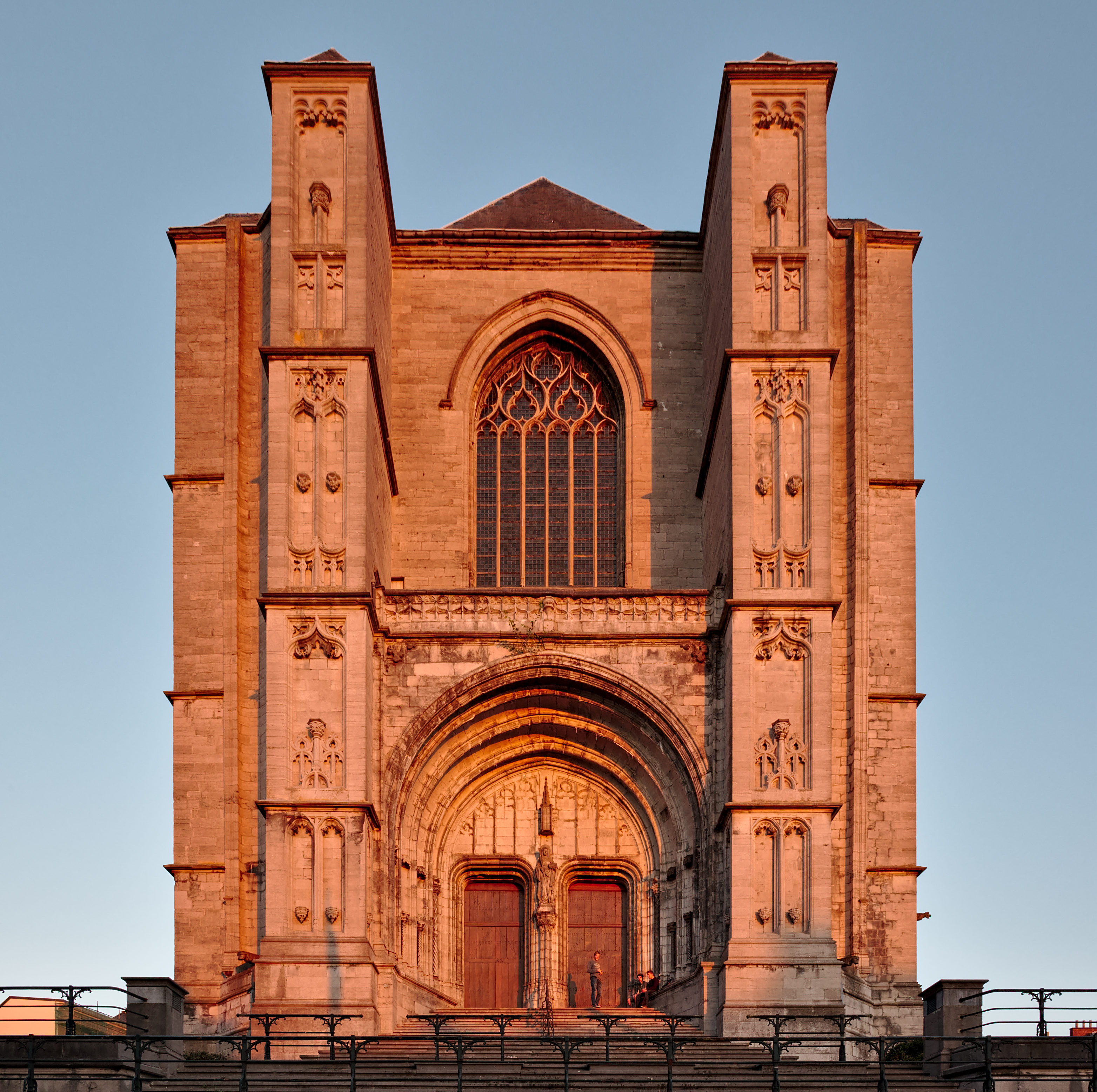
La torre de la  colegiata Sainte-Waudru de Mons habría debido tener unos  190 m, pero por falta de fondos no superó la altura de la nave
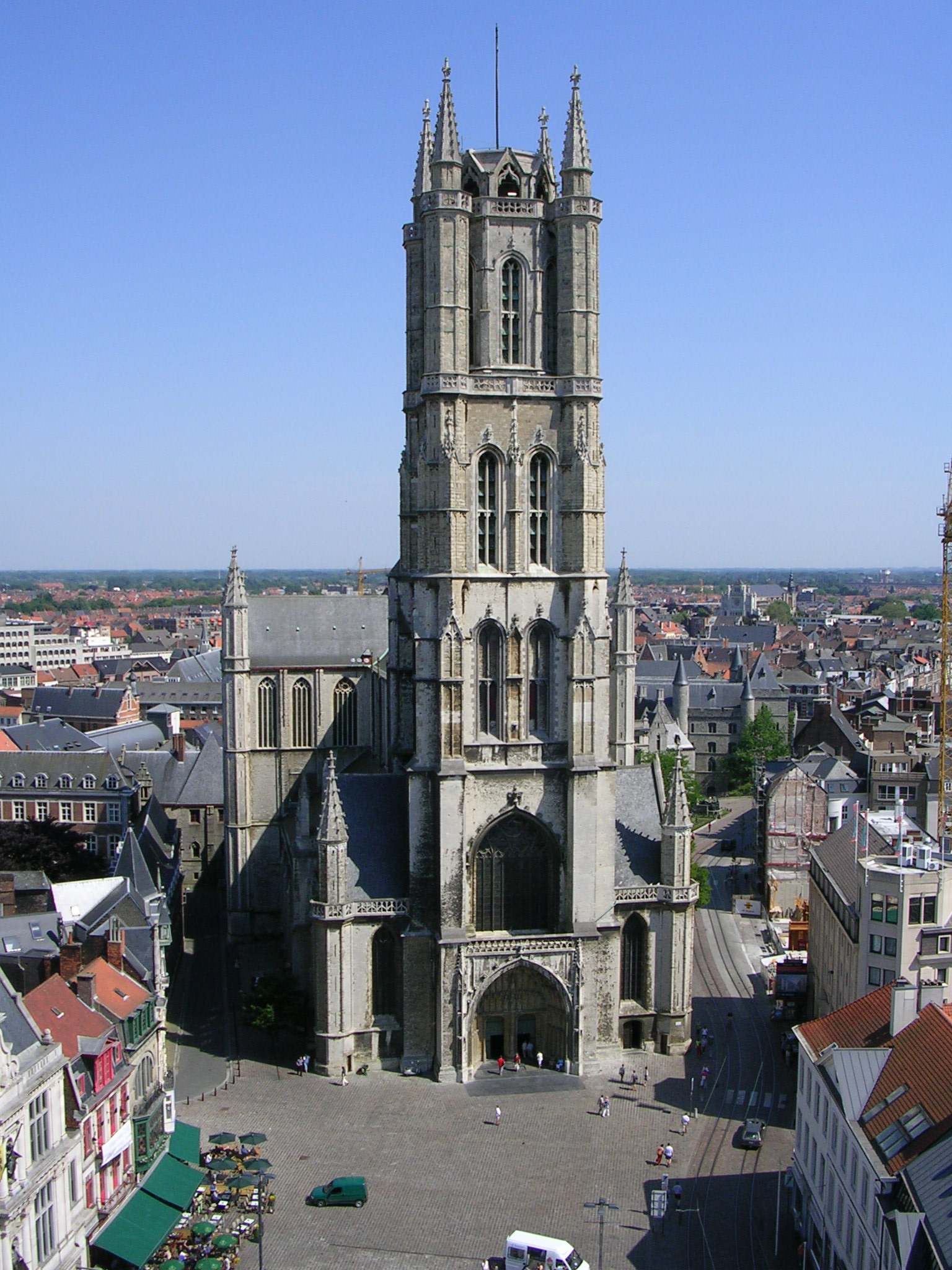
La torre de San Bavón (Gante) tenía una aguja muy alta, pero fue destruida por un rayo en el siglo XVII
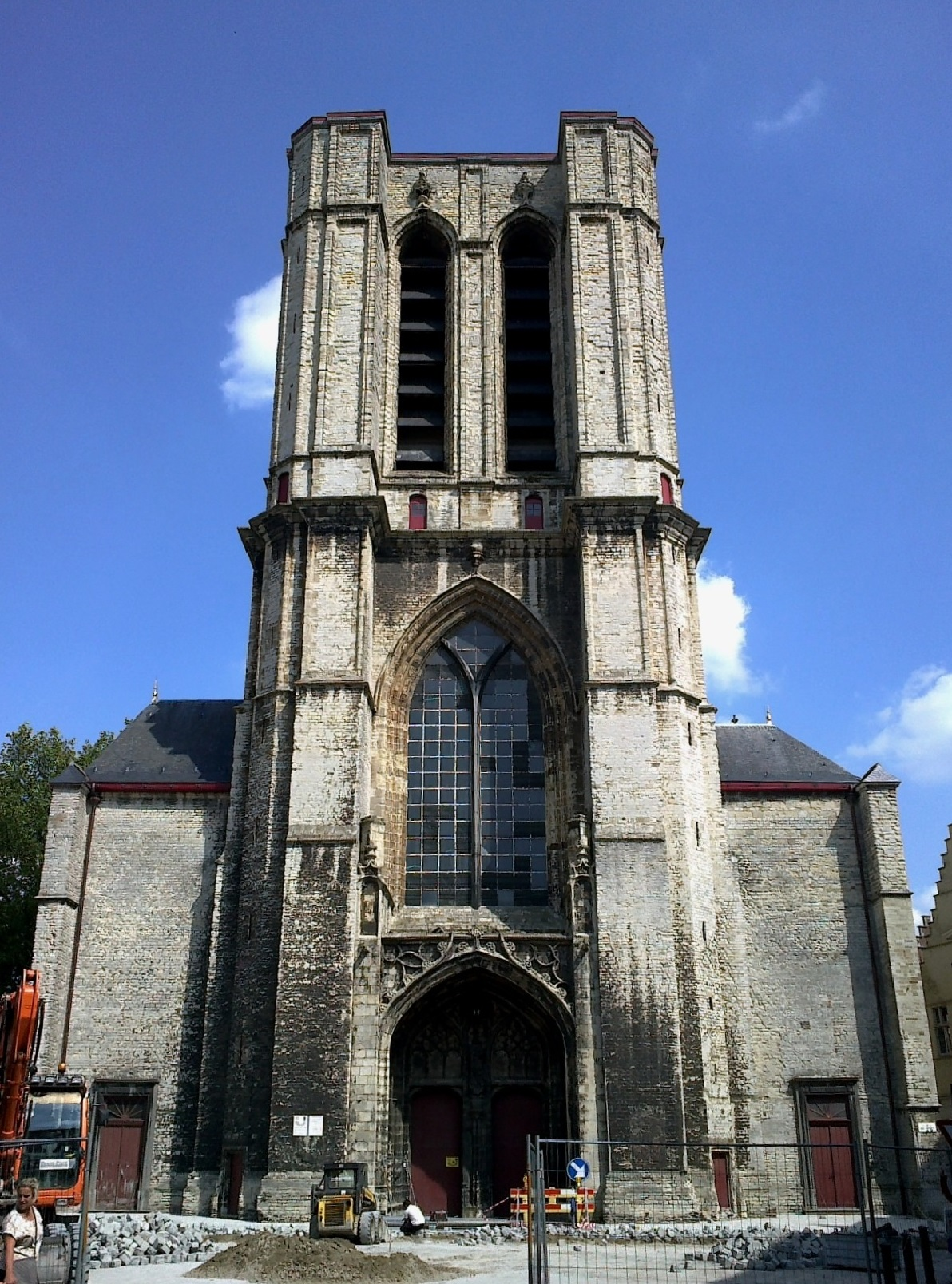
La torre de la iglesia San Miguel de Gante, inacabada, planeada para alcanzar 132 m
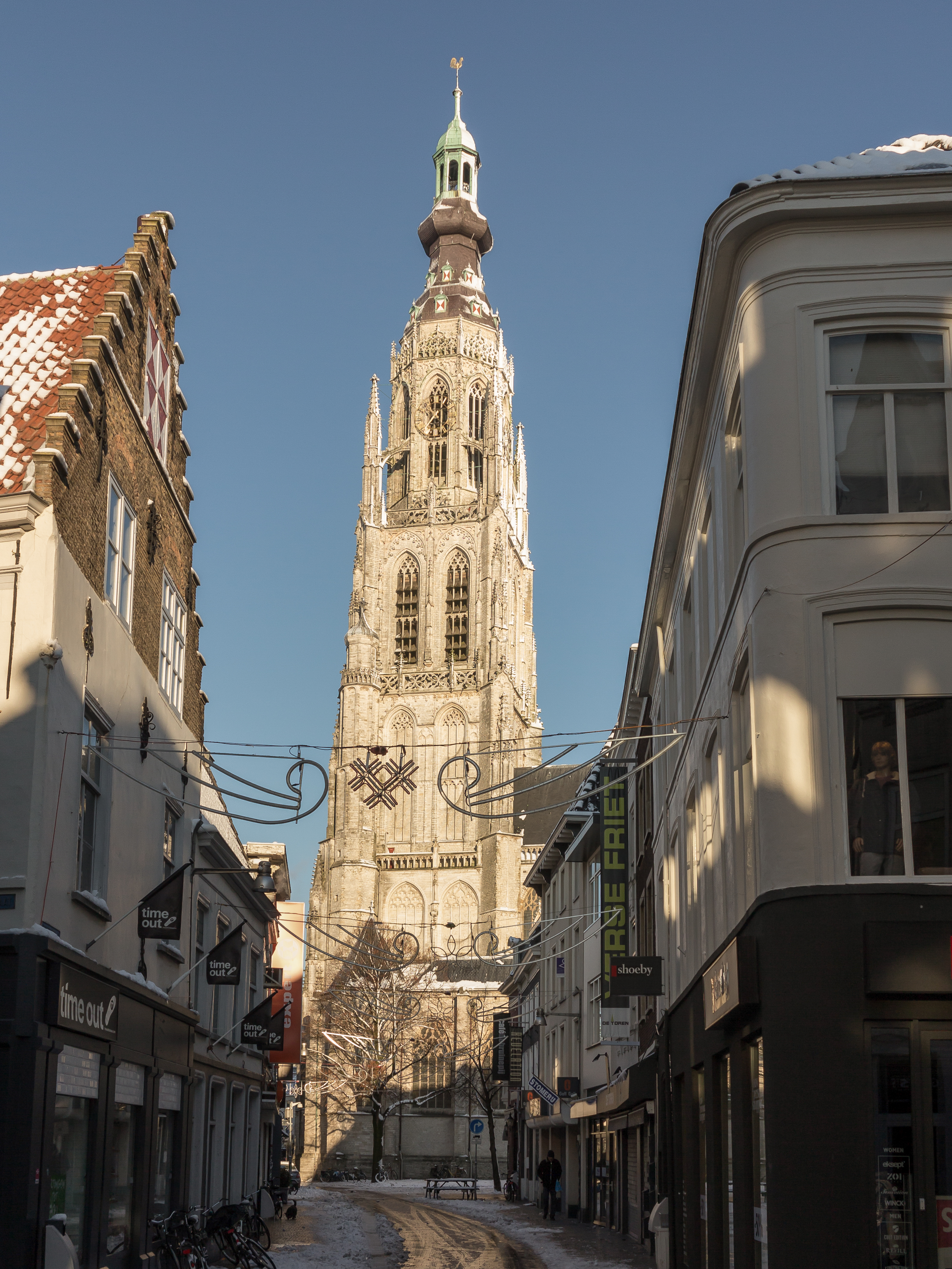
La iglesia de Nuestra Señora (Breda), también inacabada, es más modesta, aunque su esbelta torre (97 m) se terminó con una carpintería bulbosa.
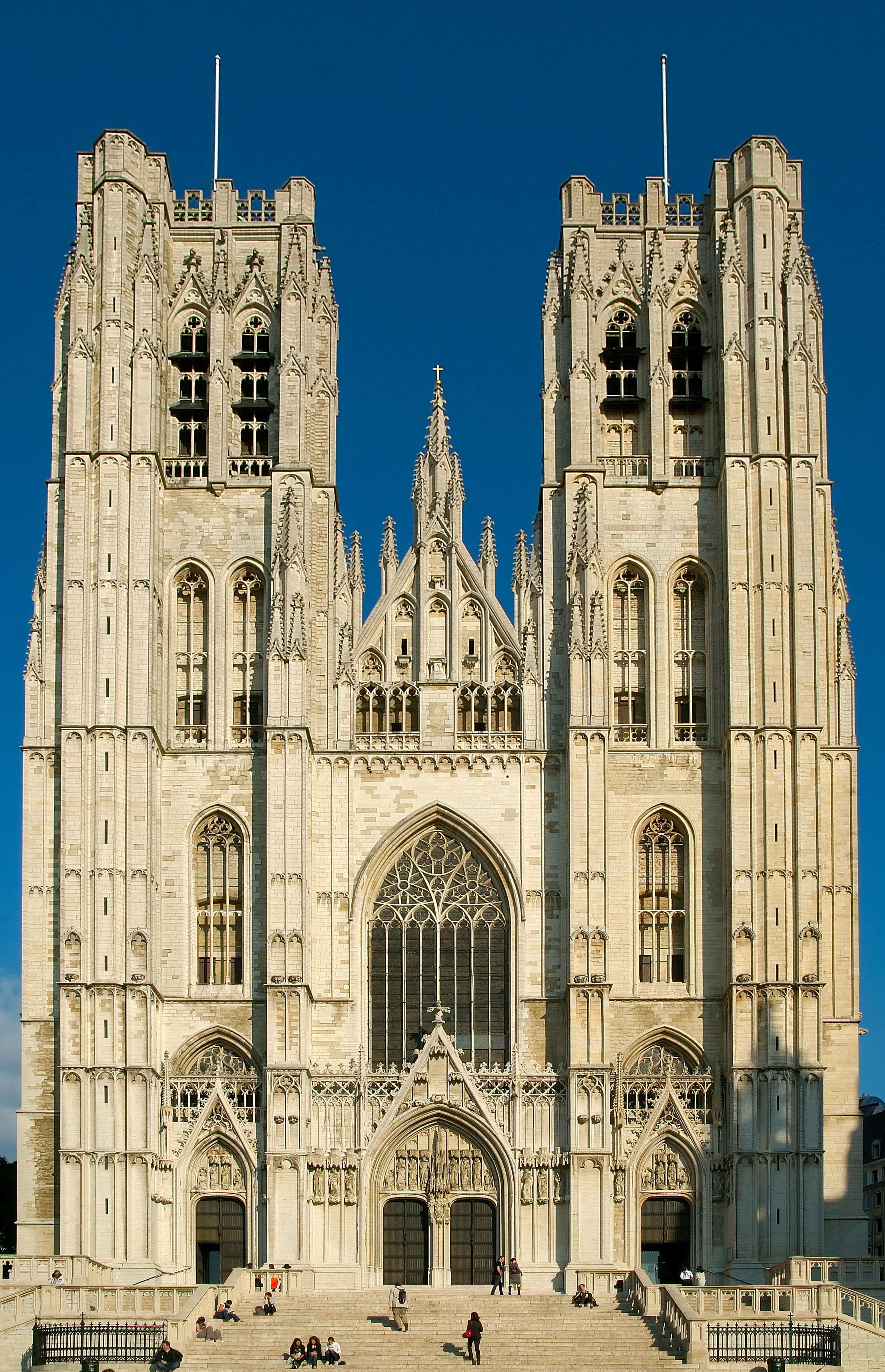
Obviamente, las dos torres de la catedral de Bruselas no están terminadas
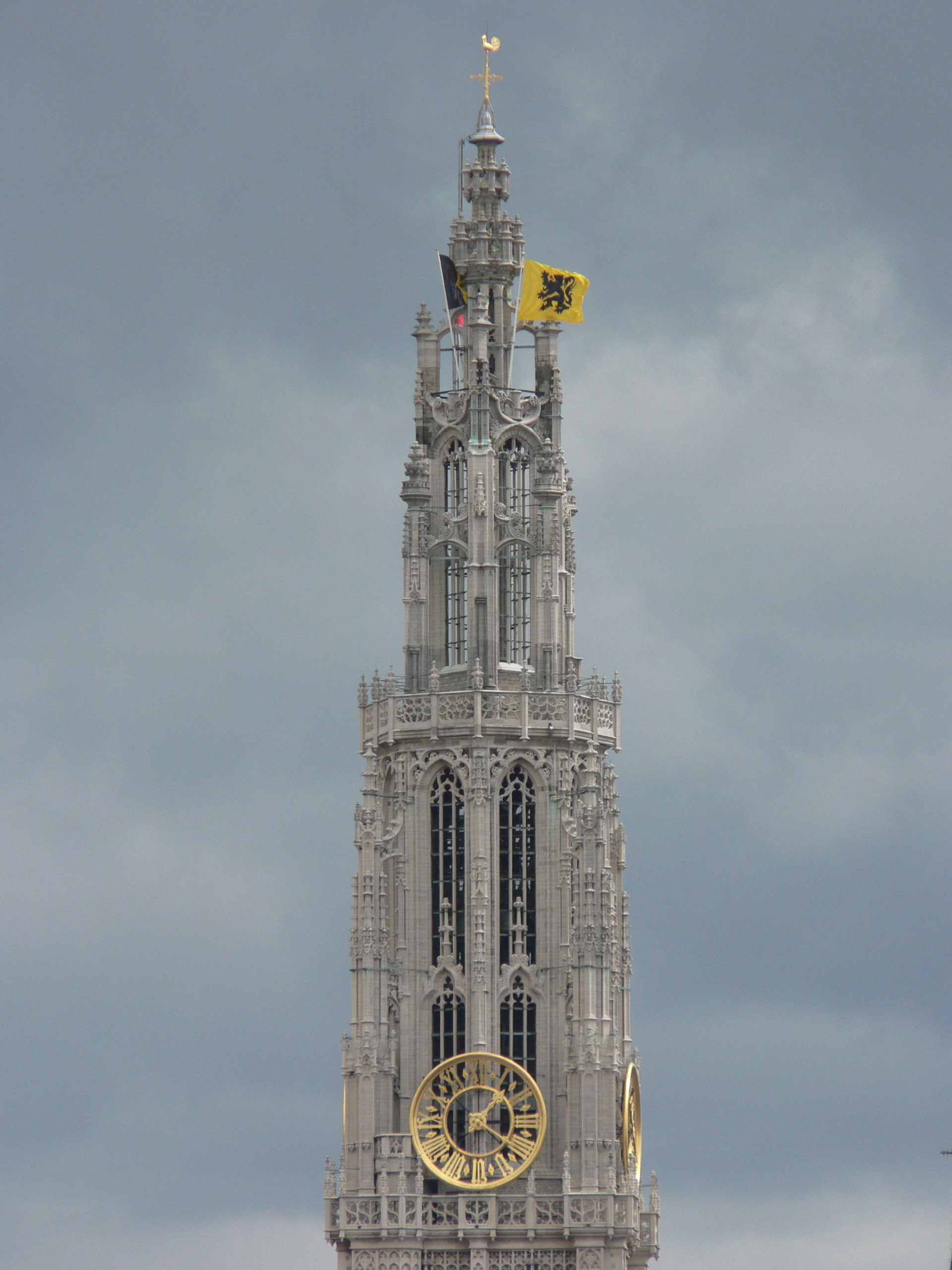
La torre norte de la Notre-Dame de Amberes  es la única que se ha completado, pero más baja de lo esperado, con solo 123 m
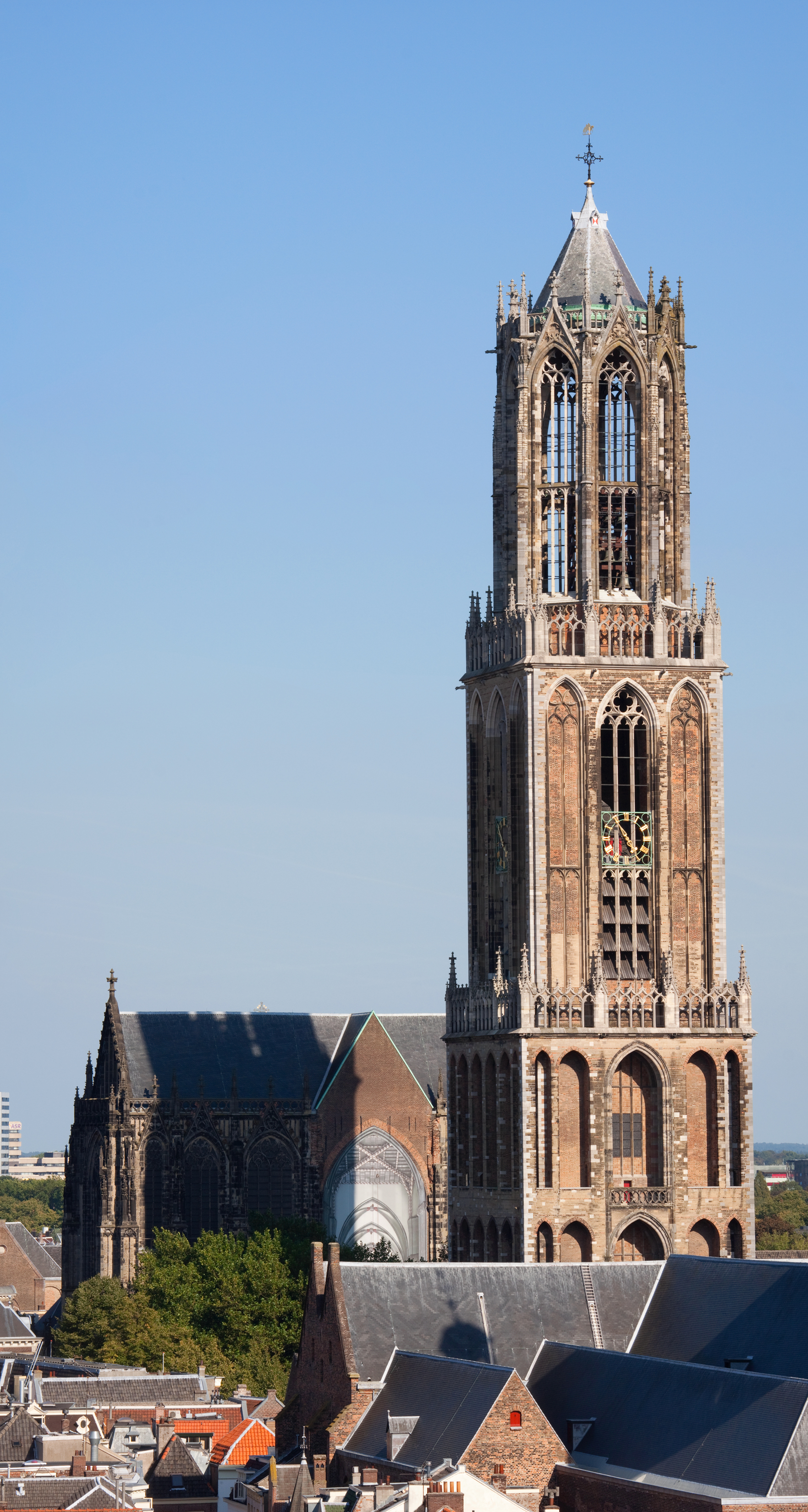
La torre de la Catedral de San Martín de Utrecht se completó con un octágono ligero coronado por un cono para alcanzar los 112 m

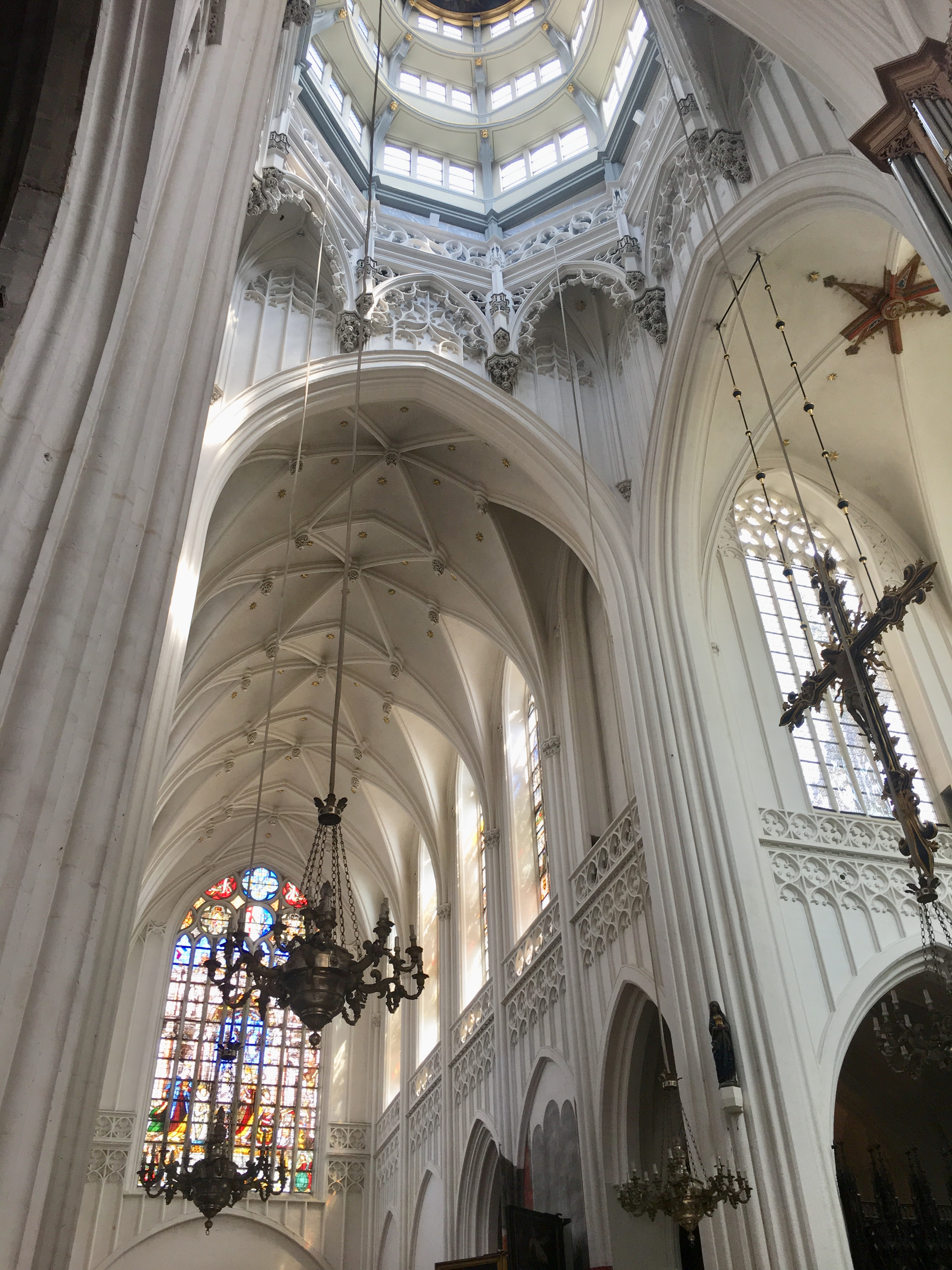
Pilar de haces de columnas y friso de tracería (por debajo de las ventanas), en la catedral de Nuestra Señora en Amberes

Un tipo alternativo se originó en la catedral de Amberes: en lugar de columnas redondas con un capitel de imposta, ramilletes de fustes perfilados en las columnas continúan sin interrupción a través de los nervios de las bóvedas y arcos, un estilo que será seguido en las iglesias en Bolduque y Lovaina. Además, las arcadas entre la nave central y las laterales son excepcionalmente amplias, y se omite el triforio. En su lugar, se dispone por encima de las arcadas un travesaño de tracería. Este tipo fue seguido en otras grandes iglesias de la ciudad de Amberes, en la iglesia de San Martín en Aalst y en la Iglesia de San Miguel en Gante.
El gótico Demer (Demergotiek), alrededor de Aarschot y de Diest), y el gótico de Campine (Kempense gotiek), son variantes regionales del gótico brabantino en la parte suroriental del antiguo ducado. Esos estilos pueden ser distinguidos con facilidad por el uso de una variedad de ladrillos locales cocidos de color marrón.

Los materiales utilizados para las construcciones varían según la disponibilidad local y pueden influir en el estilo de los edificios en ciertos aspectos. Habitualmente, en una gran parte del antiguo ducado de Brabante, la que domina es una piedra caliza de arenisca blanca (o arenisca calcárea), en particular, la piedra de Gobertange y las piedras asociadas (piso del Bruseliense, era terciaria). Es una piedra de pequeño aparejo debido a su disponibilidad principalmente en capas delgadas en las canteras, lo que la hace parecer como si fueran grandes ladrillos blancos. Las piedras más gruesas, menos abundantes en las canteras, están reservadas para las partes delicadas de la arquitectura. Su color puede variar desde el beige claro al blanco tendente al gris, a menudo de una gran  luminosidad y que procura un brillo especial a los monumentos brabantinos. Esta piedra tiene una textura fina y densa, es mucho más sólida que la tiza o el tuffeau, sin dejar de ser fácil de trabajar, lo que permite estructuras bastante atrevidas, como las balaustradas perforadas en voladizos sobre el vacío. En el condado de Flandes, domina una piedra caliza de arenisca muy similar (mismo nivel geológico), a menudo un poco más amarillenta: la piedra de Balegem, cerca de Gante. En otras partes (Campine, Flandes Occidental, Holanda), el ladrillo domina con frecuencia, generalmente en mezcla con piedra; estos ladrillos pueden ser rojos o amarillos claros según la región. En el este del ducado de Brabante, también se utiliza arenisca ferruginosa gruesa, de color marrón rojizo oscuro, que da un color chocolate y una apariencia singular, poco esculpida, a ciertos monumentos. En Holanda y Utrecht, las areniscas finas importadas de Alemania, como la de Obernkirchen, y la toba volcánica del Eifel, que también se usaron para la catedral de Colonia, se usan mucho en asociación con ladrillos y un poco de piedra azul  del Mosa. La colegiata Sainte-Waudru en Mons está construida principalmente con piedra azul local.

### Ejemplos en el antiguo ducado de Brabante

#### Edificios religiosos

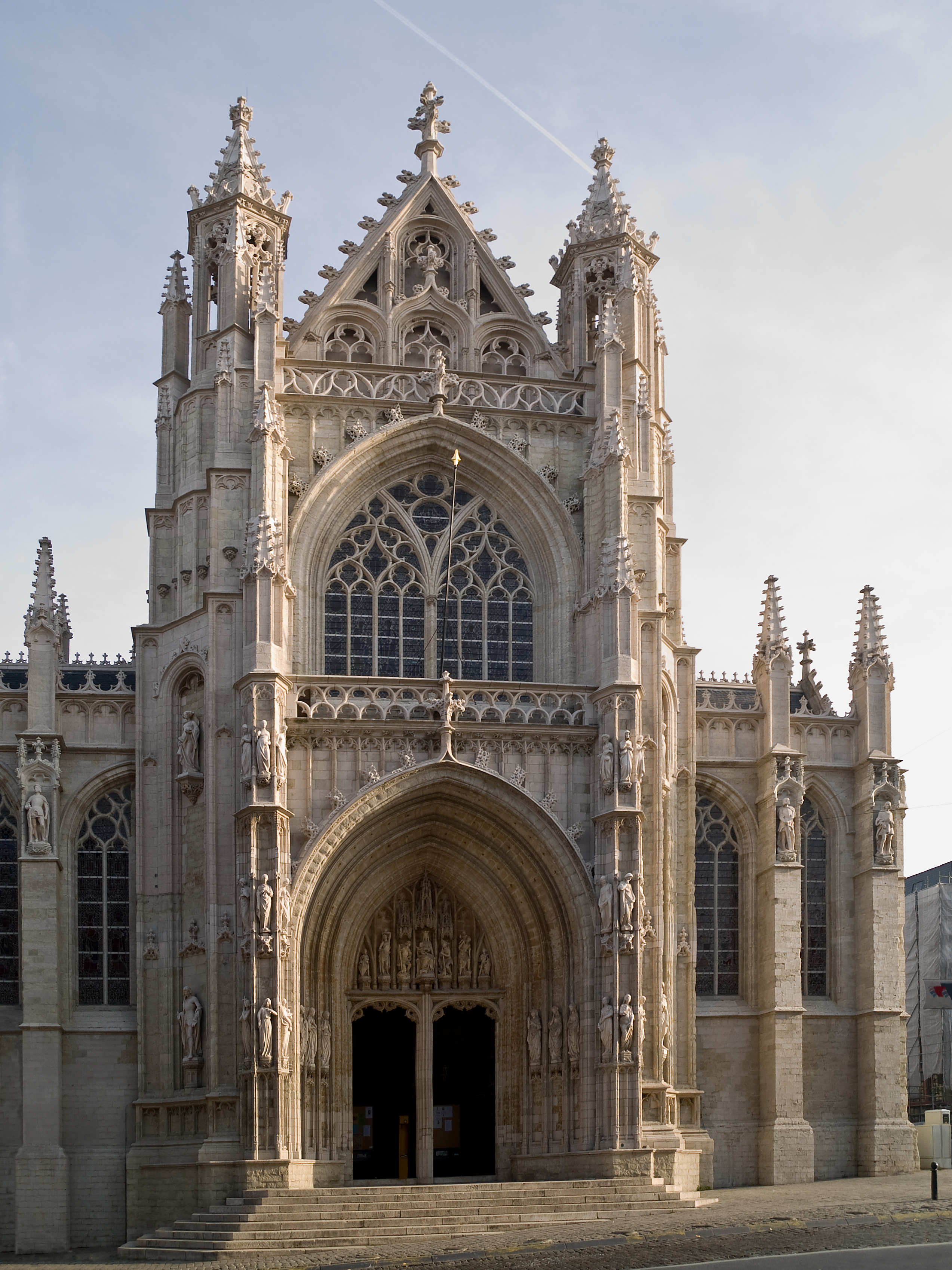
Iglesia de Nuestra Señora (Sablon) en Bruselas

Ordenados según el año en que se aprecian ya sus primeras características de estilo gótico brabantino
- 1335: catedral de San Rumoldo en Malinas, edificio gótico temprano comenzado alrededor de 1200 y consagrado en 1312, sus primeras características claramente góticas brabantinas: deambulatorio y 7 capillas radiantes de 1335, posiblemente de Jean d'Oisy.[1] Su inmenso campanario-porche fue la admiración de Vauban.
- 1337: Iglesia de Nuestra Señora en Aarschot, de Jacob Piccart;
- 1341: Basílica de San Martín en Halle, posiblemente de Jean d'Oisy;
- 1352: Catedral de Nuestra Señora en Amberes;
- 1358: Iglesia de Nuestra Señora en la Pila, en Tienen, de Jean d'Oisy;
- 1370: Catedral de San Juan en Bolduque, desde circa 1370, considerada la cima del gótico brabantino en los actuales Países Bajos;
- 1378: Iglesia de San Gummarus en Lier, desde 1378; el diseño del coro es una imitación del de la catedral de San Rumoldo de Malinas.
- av. 1400: Iglesia de Nuestra Señora-across-the-Dijle en Malinas, desde antes de 1400;[17]
- ca. 1400: Iglesia de San Pedro en Lovaina, desde 1400 aproximadamente;
- av. 1402: Iglesia colegiata de San Sulpicio y San Denis (coloquialmente, iglesia de San Sulpicio) en Diest, iniciada por una capilla radiante por el francés Pierre de Savoye (gótico de Demer);[18]
- principios del siglo XV: Catedral de San Bavón de Gante;
- 1410: Gran Iglesia o iglesia de Nuestra Señora en Breda, considerada el gótico brabantino más puro y elegante en los actuales Países Bajos;
- Catedral de San Miguel y Santa Gúdula de Bruselas
- Iglesia de Nuestra Señora (Sablon) en Bruselas
- Iglesia de San Martín en Aalst
- 1470: Grote Kerk en Dordrecht, cuya forma actual data de 1470.

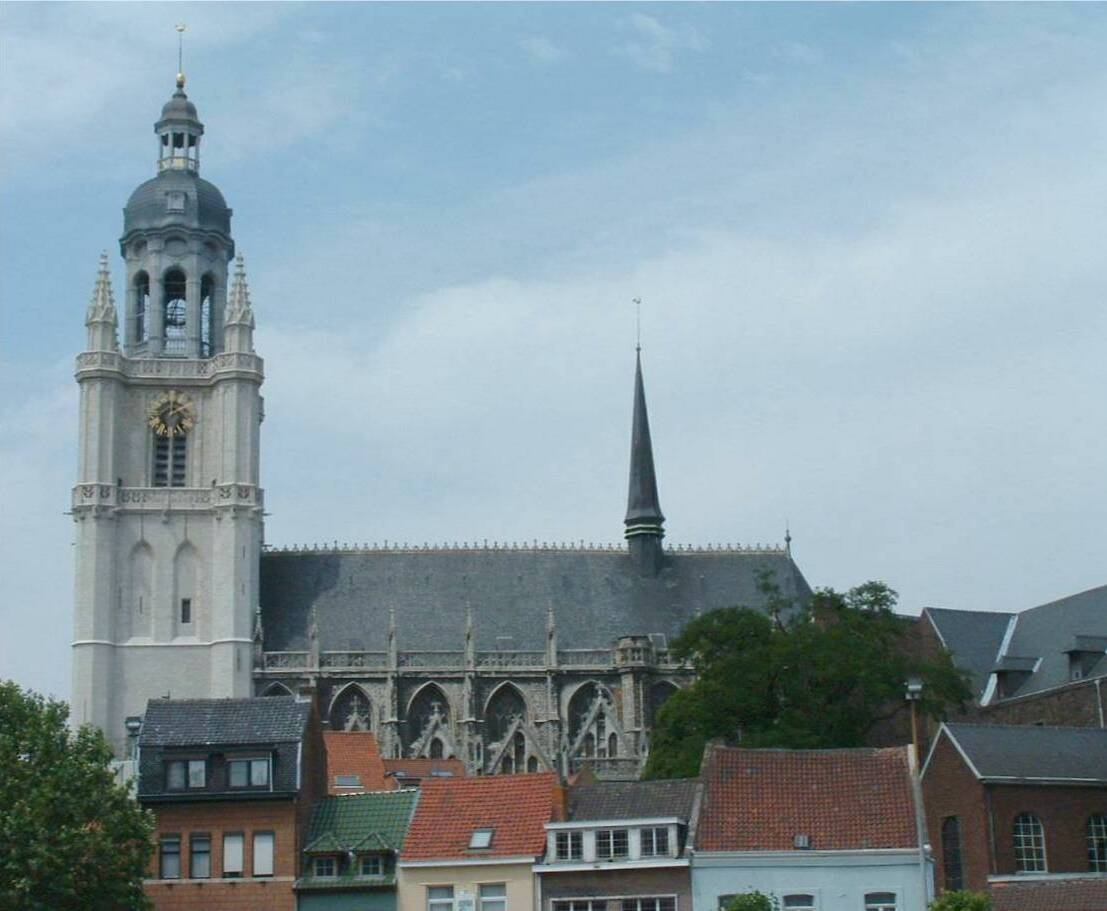
La basilíca Saint-Martin de Hal, al sur de Bruselas
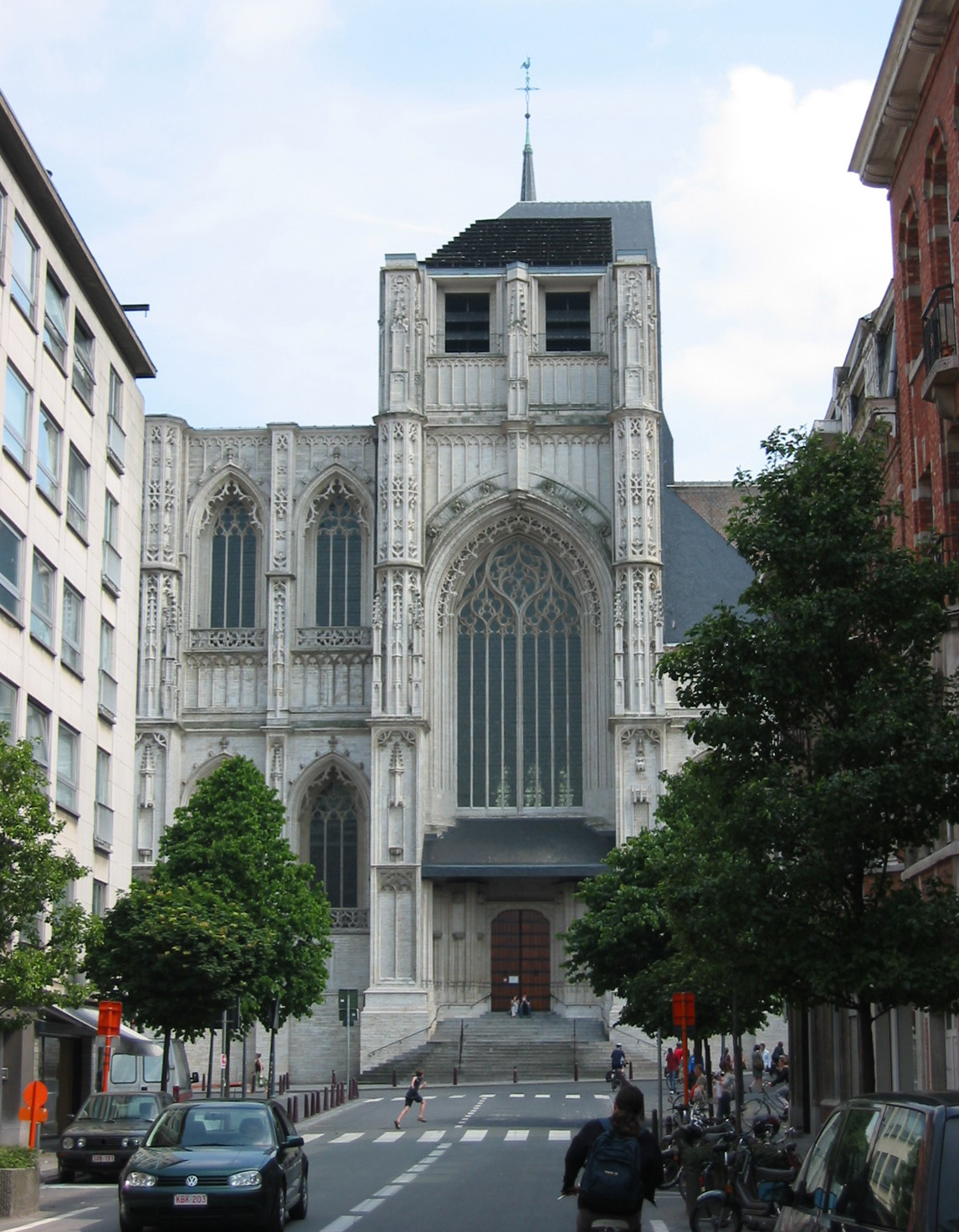
Iglesia colegial de San Pedro en Lovaina: un gran vitral remplaza al rosetón a la francesa
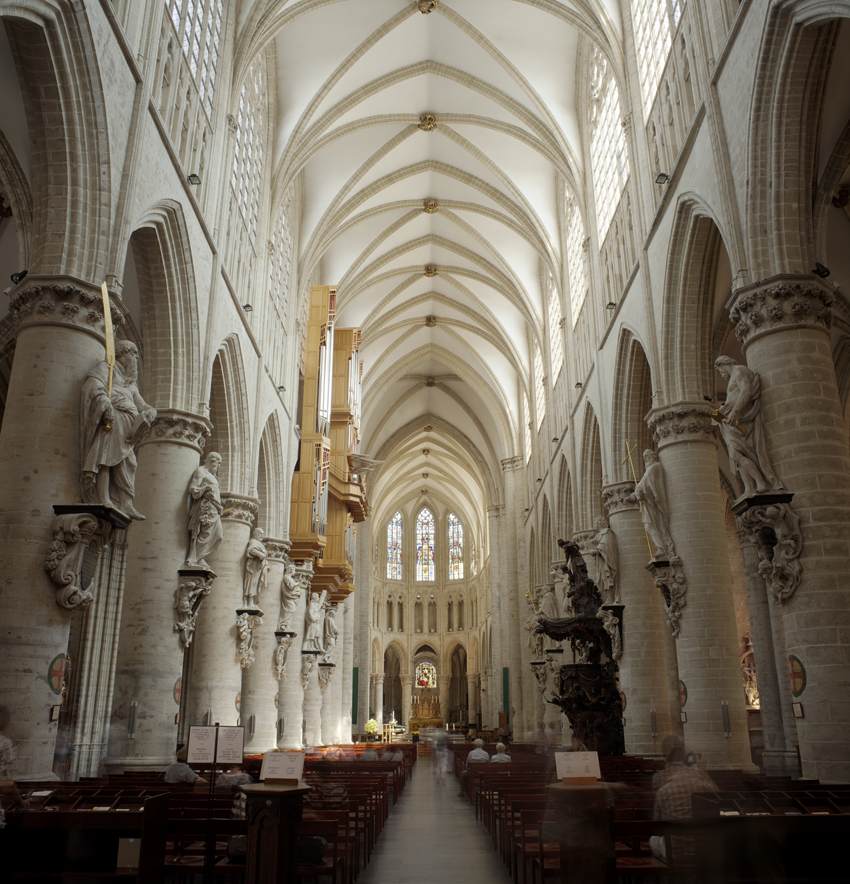
Catedral de San Miguel y Santa Gúdula de Bruselas: las estatuas de apóstoles ornan las columnas cilíndricas de la nave
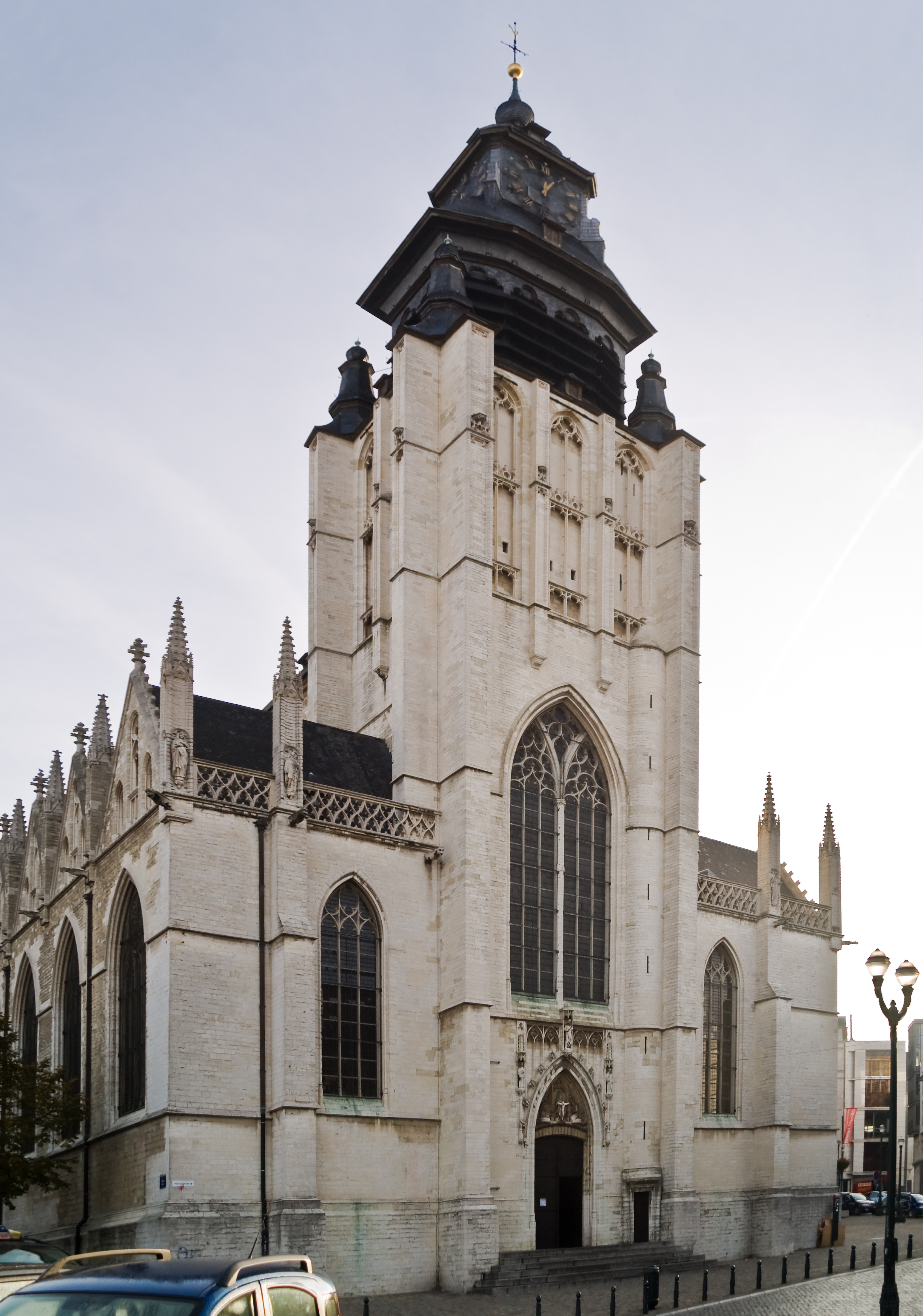
La fachada de la Iglesia de Nuestra Señora de la Capilla de Bruselas, con su campanario-porche.
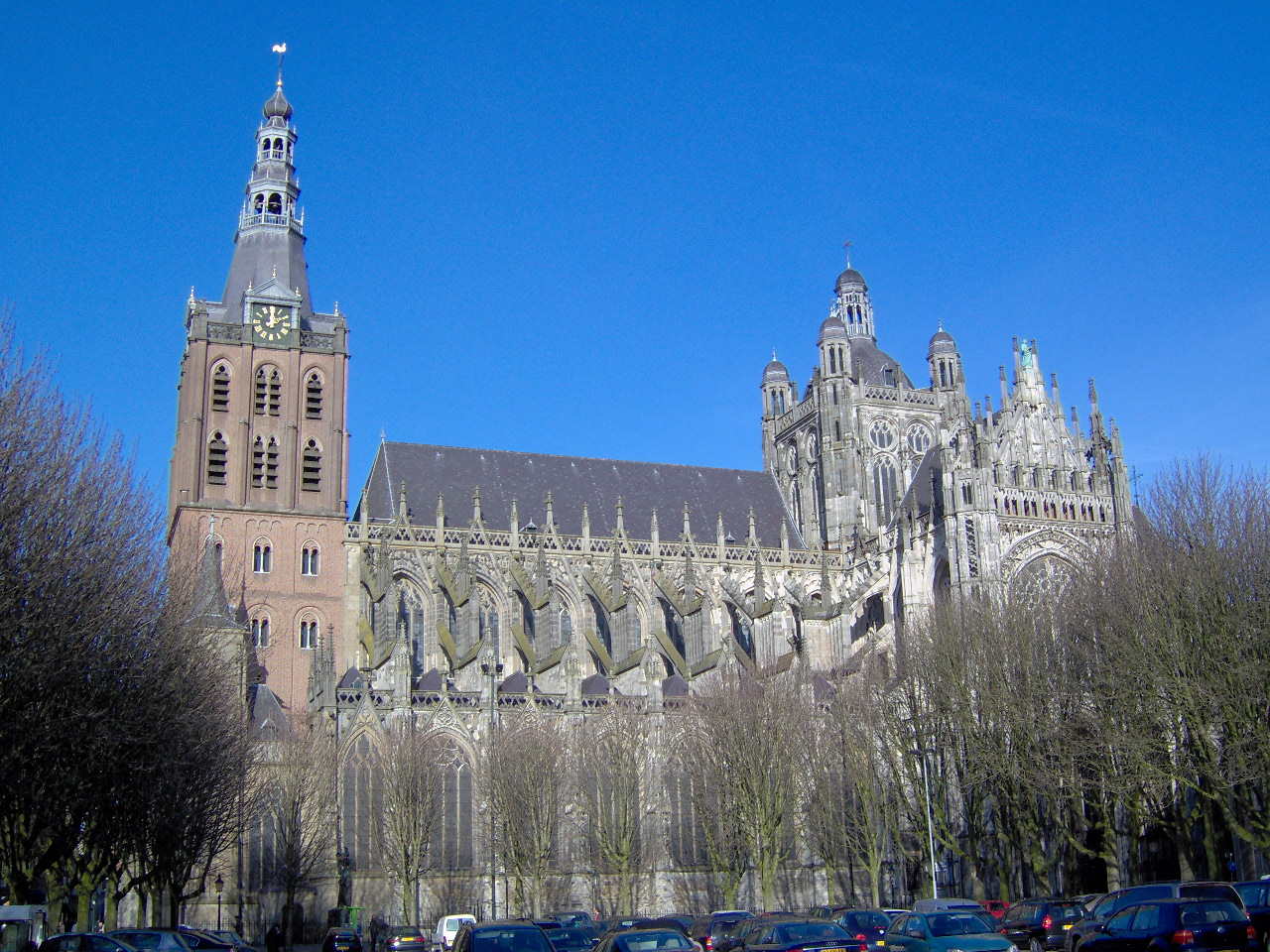
Catedral de San Juan (Bolduque), en el Brabante Septentrional neerlandés.

#### Edificios civiles

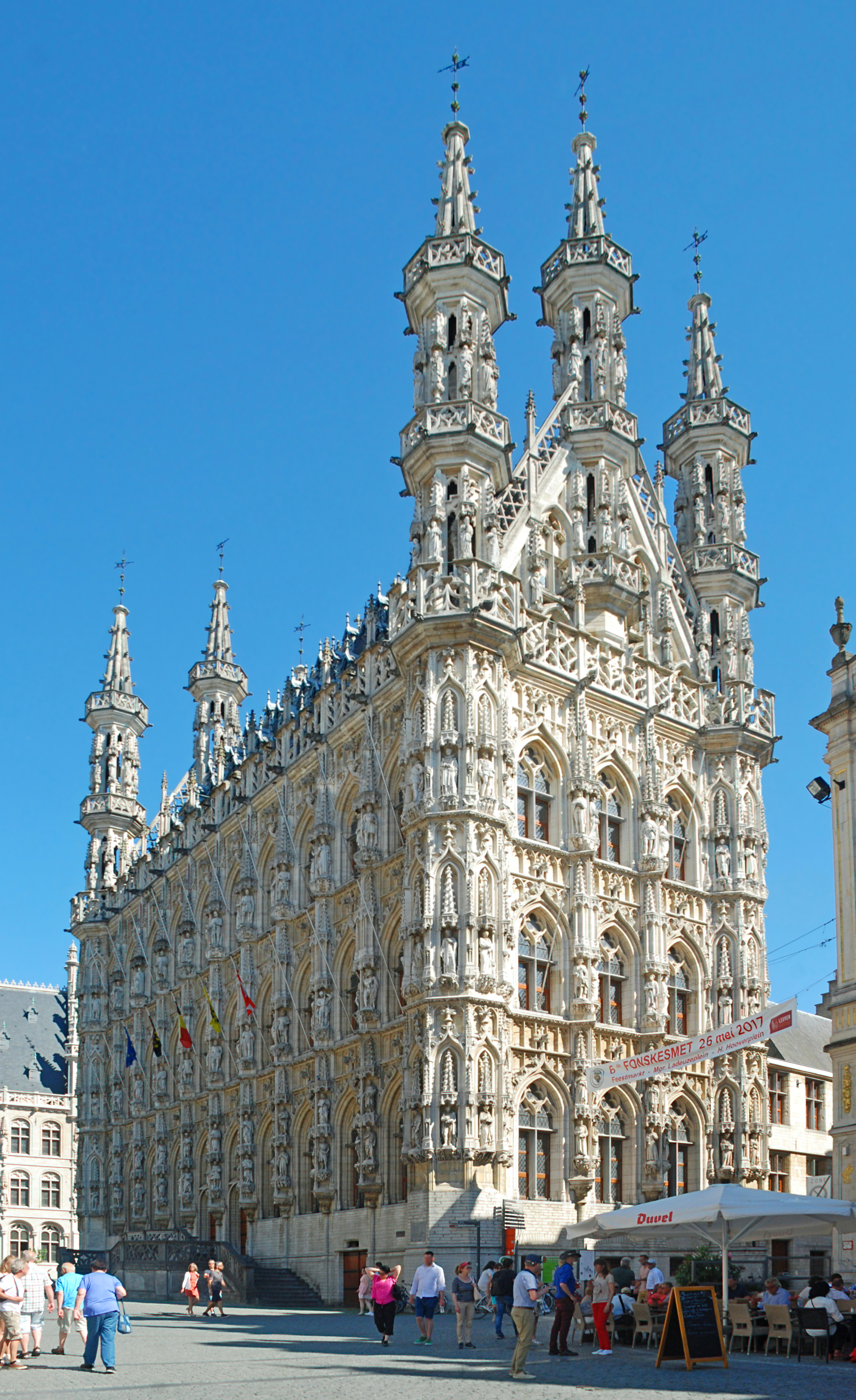
Ayuntamiento de Lovaina

Los nuevos edificios erigidos en la región para albergar los Ayuntamientos que fueron hechos en estilo gótico brabantino fueron construidos en forma de gigantescas cajas relicarios, profusamente adornados en el exterior con esculturas, motivos y generalmente con torretas de esquina yun beffroi (campanario civil).
- Ayuntamiento de Bruselas (1401-1455);
- Ayuntamiento de Lovaina (1439-1469);
- Mesa redonda (o Tafelrond) en Lovaina, 1479, de Matheus de Layens, guildhall construido en 1480-1487 y que comprendía internamente tres casas, demolidas en 1817, y que fue reconstruido siguiendo los planes originales en 1921;[19][20]
- Palacio del Margrave (Markiezenhof) en Bergen op Zoom (1485-1532);
- Ayuntamiento de Malinas, ala norte (diseñada y parcialmente construida en 1526; parcialmente reconstruida y terminada por completo en 1900-1911 );[Nota 3]
- Antiguo Ayuntamiento (o Raadhuis) en Oirschot[21] (edificio de ladrillo de 1463 que albergaba también la Vierschaar, en una ciudad menor: forma característica de santuario pero extremadamente sobrio).

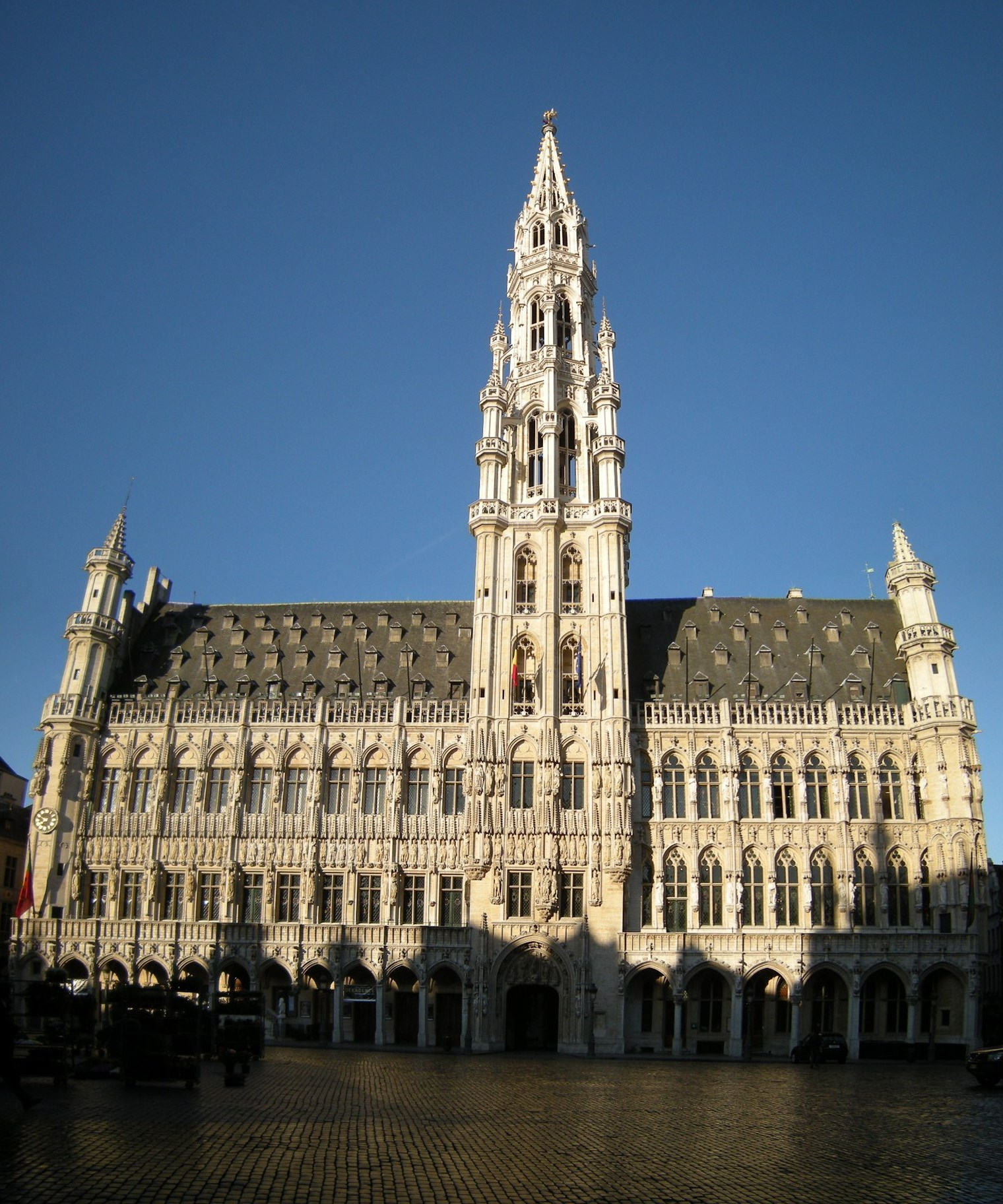
Ayuntamiento de Bruselas (1401-1455)
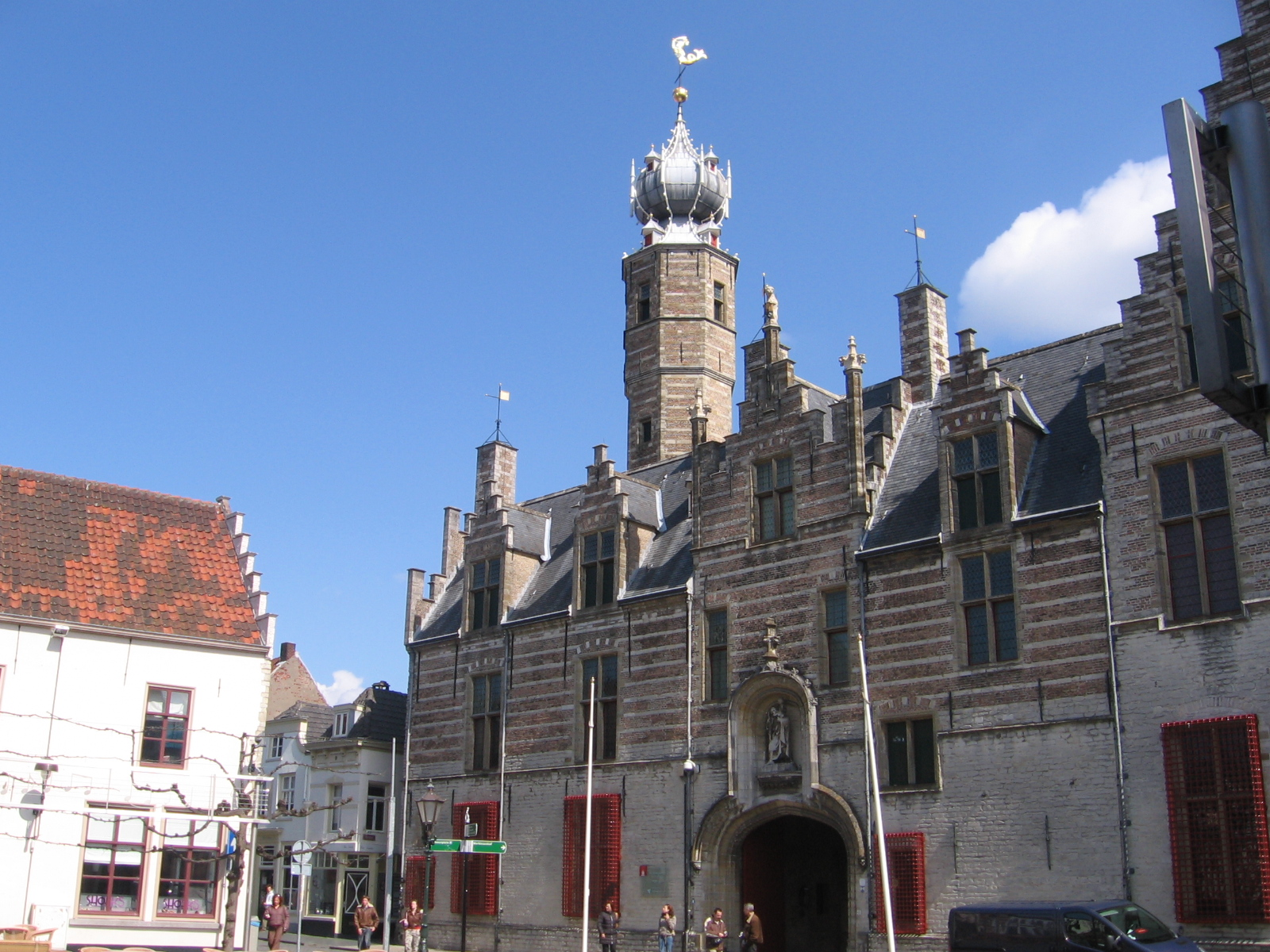
Palacio del Margrave (Markiezenhof) en Bergen op Zoom (1485-1532)
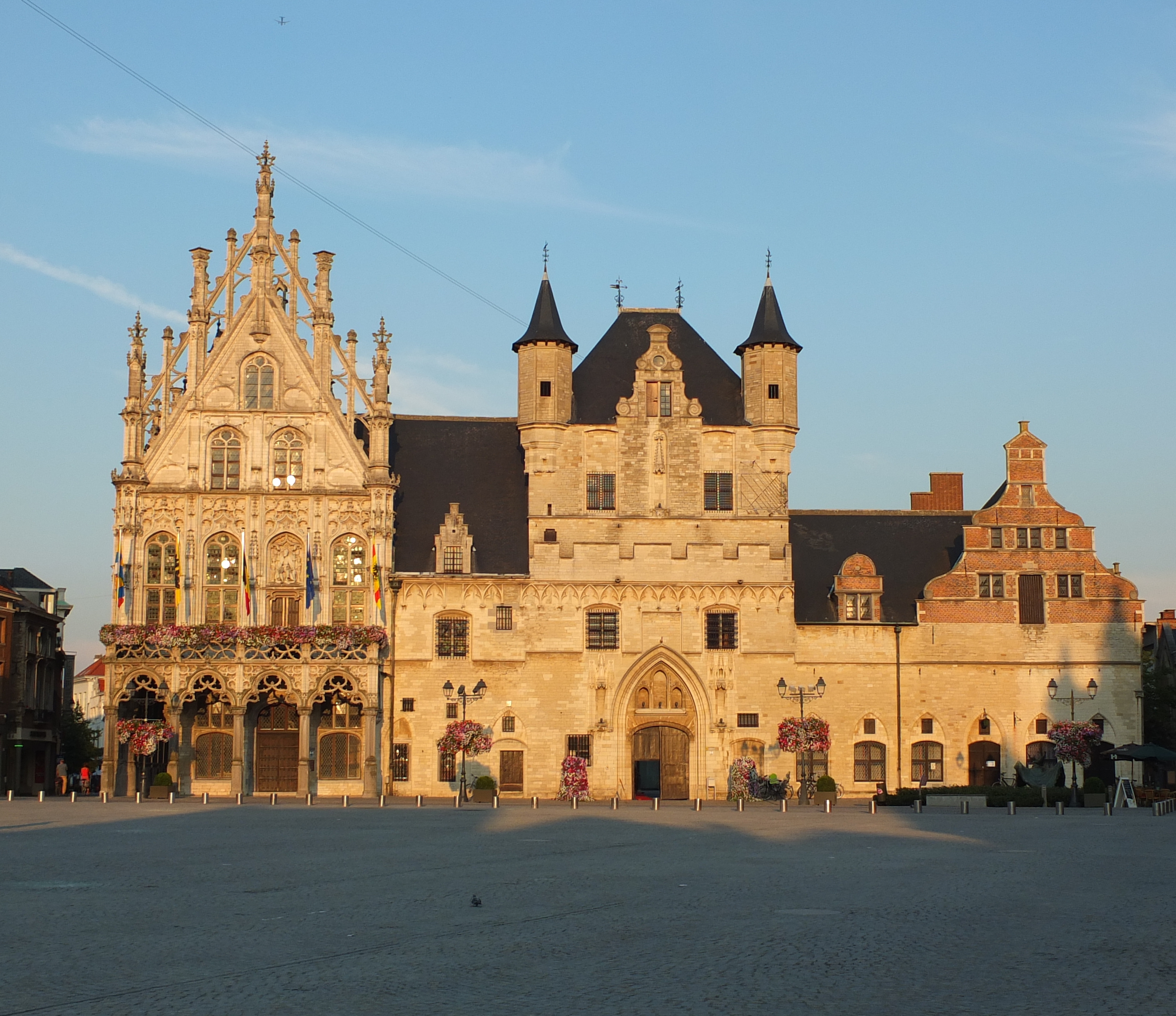
Ayuntamiento de Malinas (ala norte, 1526)
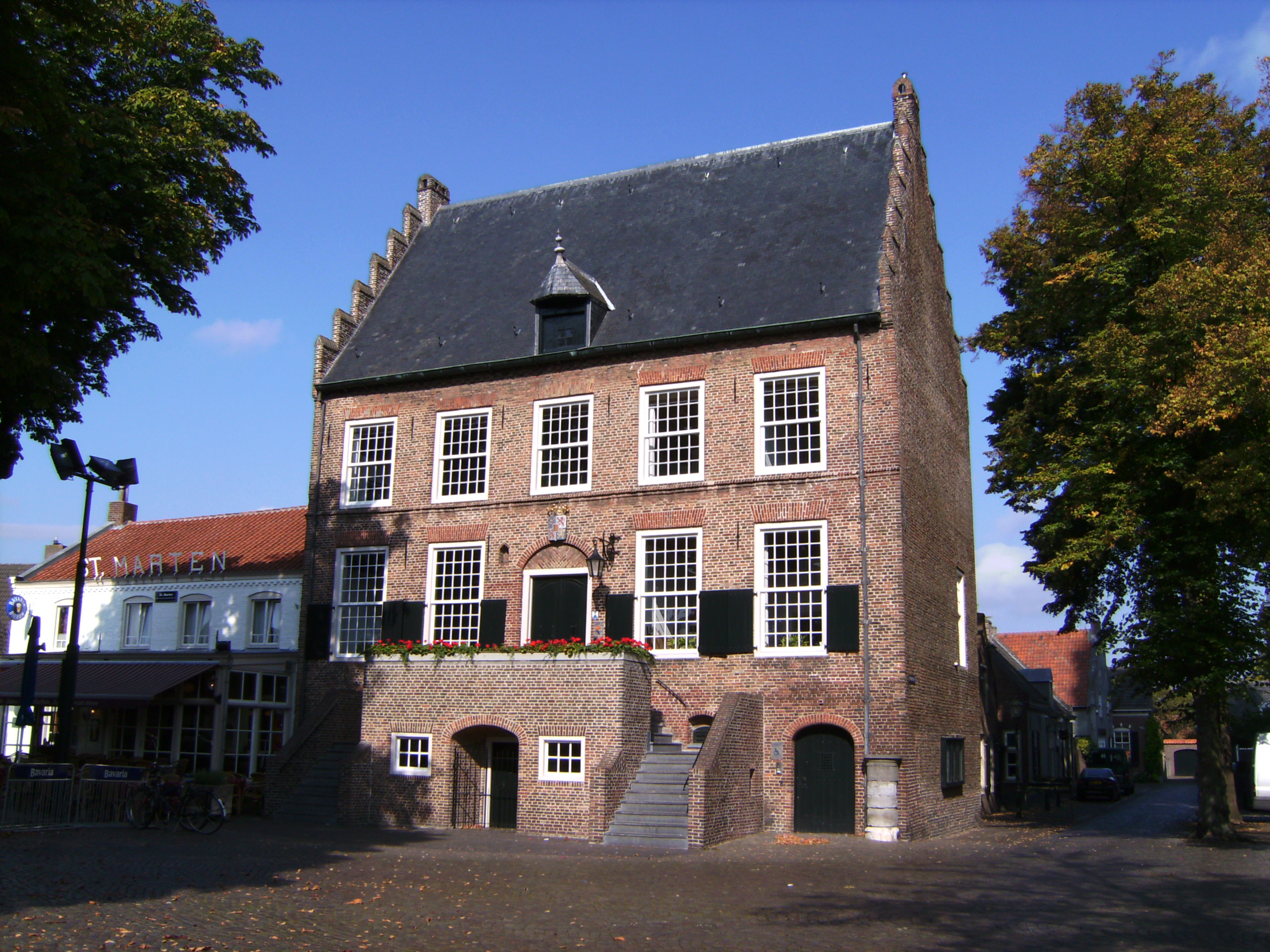
Antiguo Ayuntamiento (o Raadhuis) en Oirschot (1463)

### Adaptaciones en los antiguos condados de Holanda y Zelanda

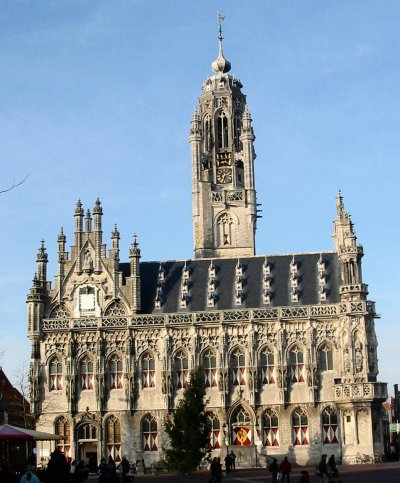
Ayuntamiento de Middelburg

Muchas iglesias en los antiguos condados de Holanda y de Zelanda se construyeron en un estilo a veces considerado erróneamente como un estilo separado, un gótico holandés (gothique hollandais) y un gótico zelandés (gothique zélandais). Estos son de hecho edificios de estilo gótico brabantino con las concesiones necesarias por las condiciones locales, entre ellas la necesidad de que a causa de los terrenos húmedos, el peso debía de ser aliviado con el uso de bóvedas de cañón de madera en vez de las habituales bóvedas de piedra y los contrafuertes requeridos por ellas (salvo en Dordrecht). En la mayoría de los casos, los muros estaban hechos de ladrillos, pero no fue inusual el uso de piedra natural cortada.
El arquitecto Everaert Spoorwater jugó un papel importante en la difusión del gótico brabantino en Holanda y Zelanda. Perfeccionó un método por el cual los dibujos para grandes construcciones permitían ordenar prácticamente todos los elementos de piedra natural de las canteras en lo que será territorio belga, para continuación, llevarlos a su destino para colocarlo. Esto eliminó el almacenamiento cerca del emplazamiento de la obra, y que el trabajo pudiera hacerse sin la presencia permanente del arquitecto.

#### Edificios religiosos
- Gran Iglesia (Grote Kerk) o iglesia Notre-Dame de Dordrecht (Holanda)
- Gran Iglesia o iglesia Saint-Laurent de Alkmaar (Holanda)
- Gran Iglesia o iglesia Saint-Laurent de Róterdam (Holanda)
- (Grote Kerk) o iglesia Saint-Bavon de Haarlem (Holanda)

- Highland Church o iglesia de San Pancracio en Leiden (Holanda)[22][23]
- La Antigua iglesia, anteriormente iglesia de San Nicolás, en Ámsterdam (mayor bóveda de cañón medieval de madera en Europa; espira de madera)[24][Nota 6]
- Saint Livinus' Monster Tower (o St.-Lievensmonstertoren, en neerlandés) en Zierikzee (Zelandia) (aislada por una separación del edificio de la iglesia principal, ya demolida)[25][26][Nota 7]

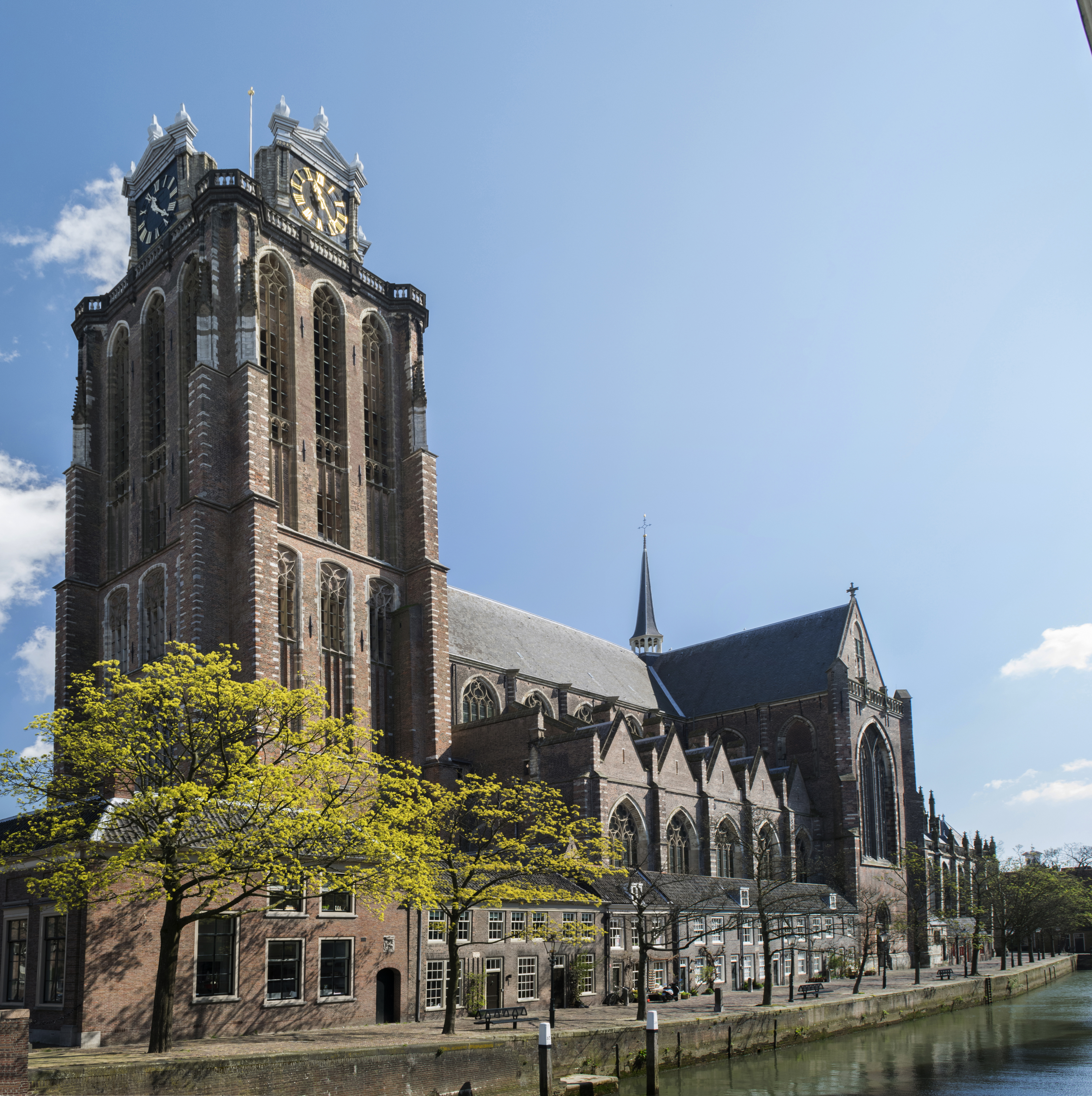
La Gran Iglesia de Dordrecht, con el campanario-porche occidental.
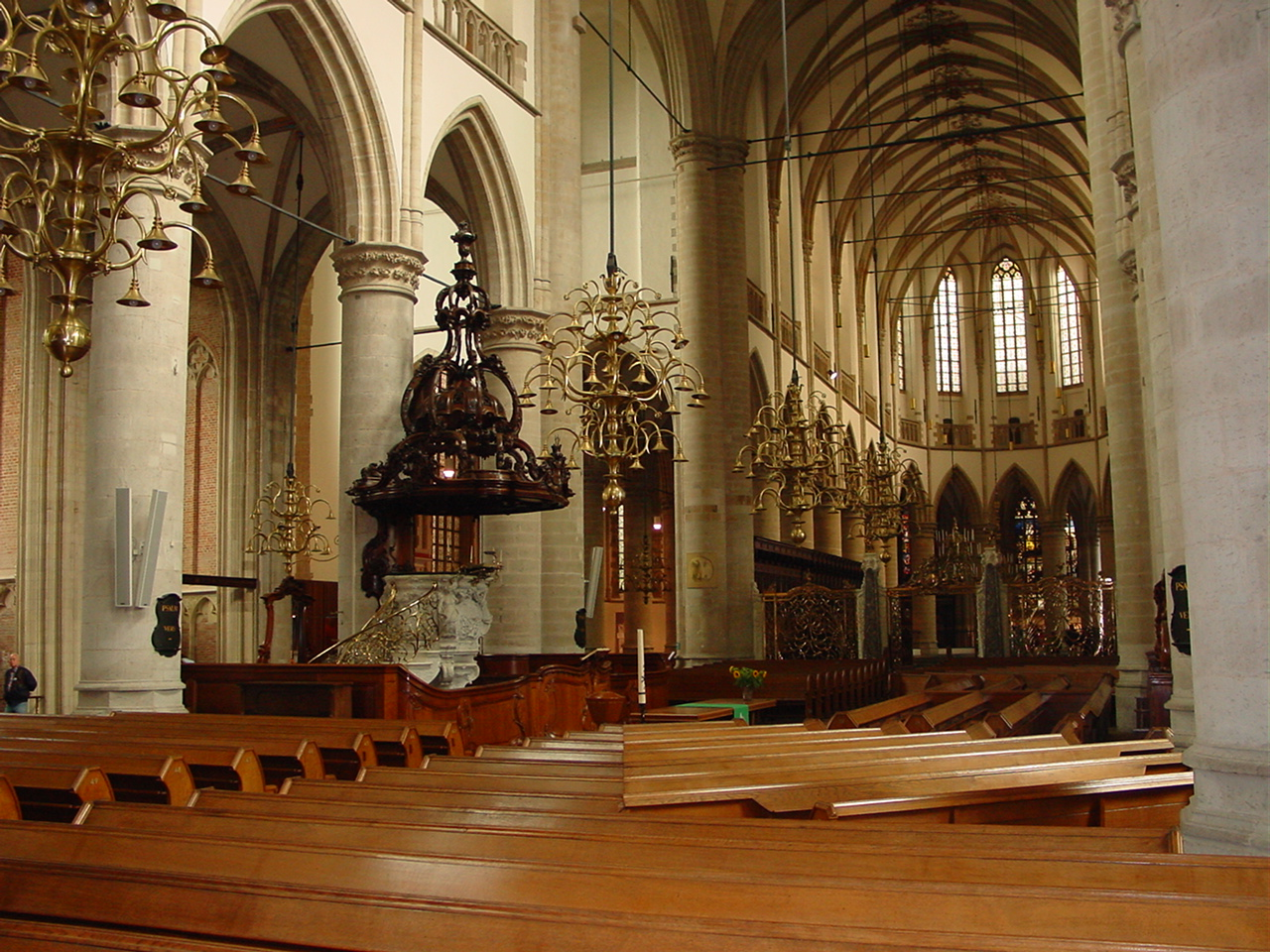
El interior de la Gran Iglesia de Dordrecht. Noténse las columnas cilíndricas con hojas de col, típicas del gótico brabantino
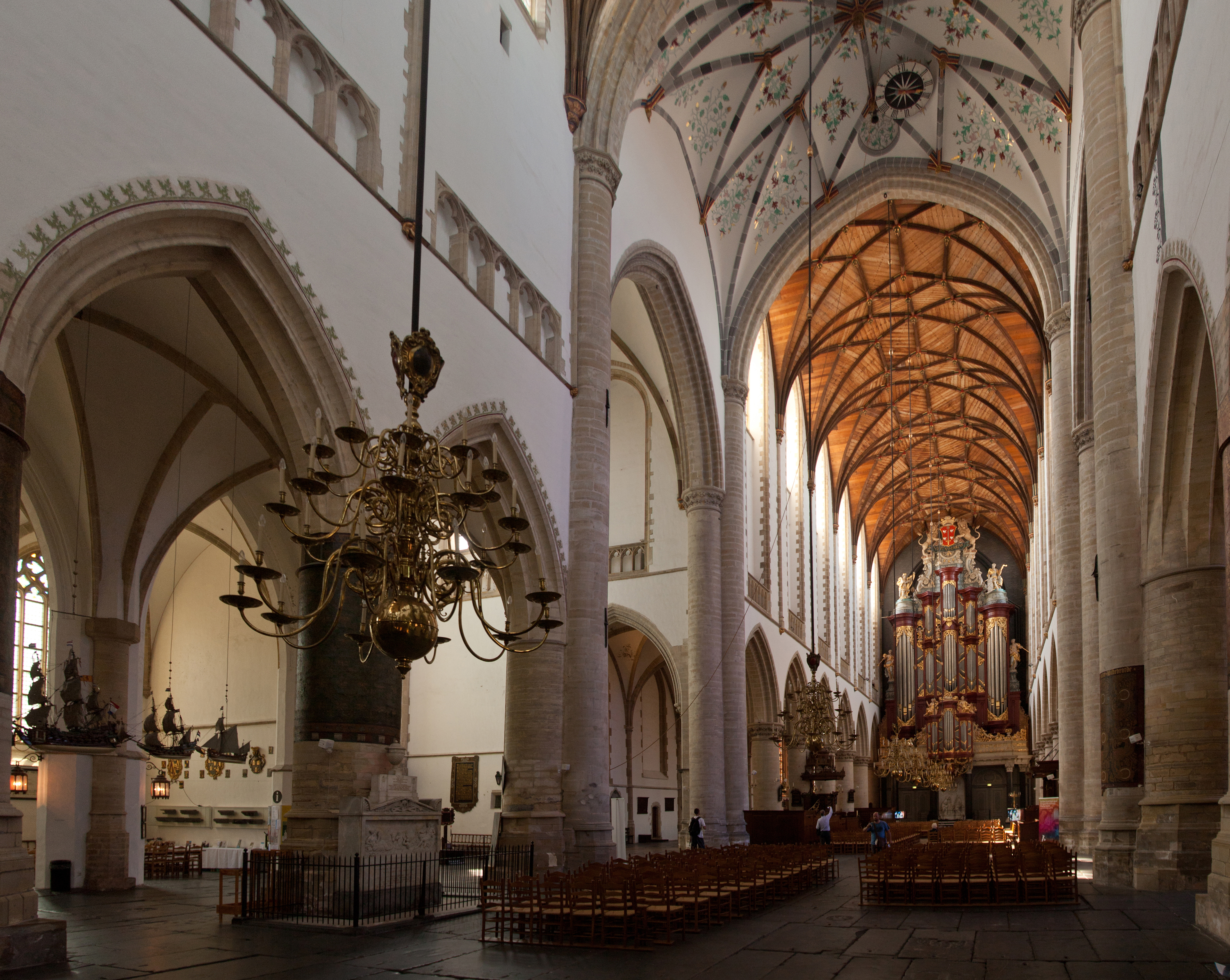
La nave de la Gran Iglesia (Grote Kerk) de Haarlem en Holanda Septentrional. Las columnas cilíndricas y sus capiteles con hojas de col rizada están bien presentes
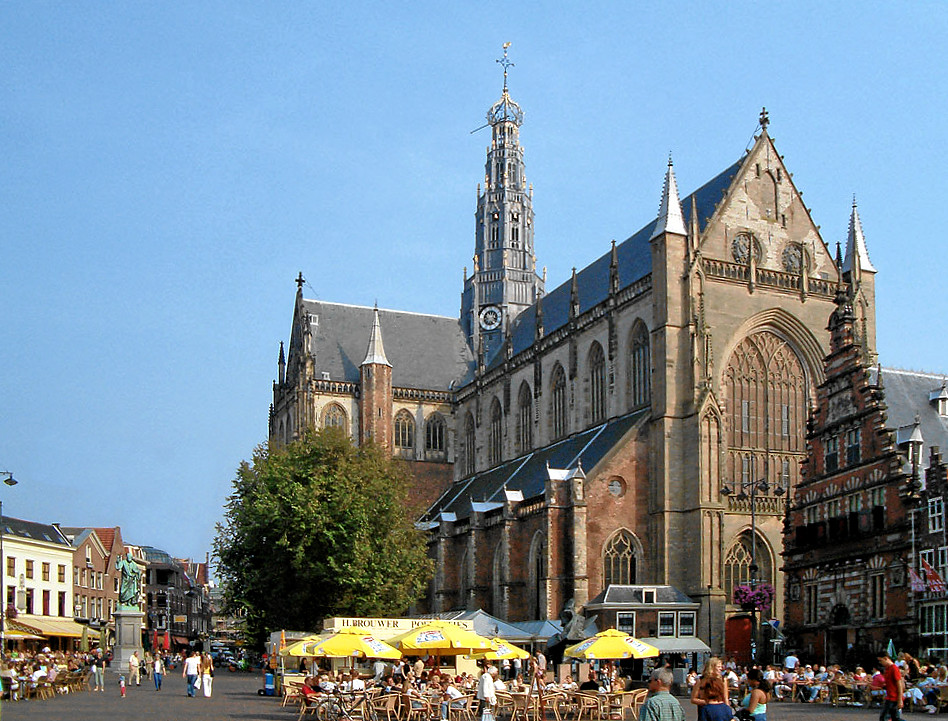
El exterior de la (Grote Kerk) de Haarlem. Los arbotantes han sido suprimidos, pero el gran vitral de la fachada, típicamente brabanzón, está bien presente.

#### Edificios civiles
- Ayuntamiento de Gouda (Holanda)
- Ayuntamiento de Middelburg (Zelanda)

### En otros lugares

#### Edificios religiosos

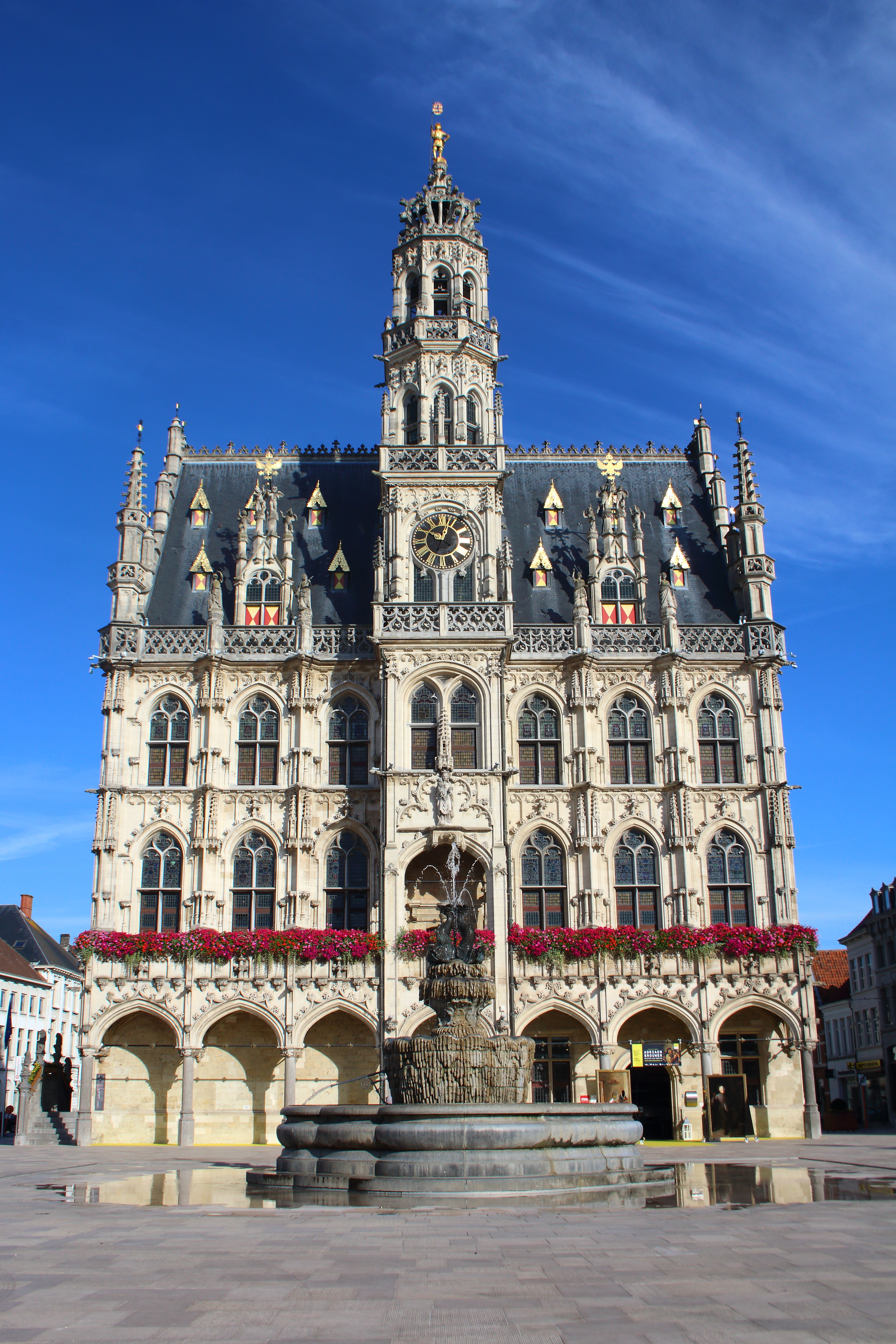
Ayuntamiento de Oudenaarde

- Catedral de San Martín en Ypres, en el antiguo condado de Flandes;[27]
- Iglesia de San Miguel en Gante, en el antiguo condado de Flandes;
- Basílica de Saint Willibrord en Hulst, en el Flandes zelandés: hasta 1648 en el condado de Flandes, actualmente en la provincia de Zelanda en los Países Bajos;
- Iglesia colegial de San Waltrude en Mons, en el antiguo condado de Henao (construida con una pesada piedra arenisca y piedra caliza azul)[28]
- Iglesia de San Lamberto en Nederweert, hasta 1703 en el Principado-Obispado de Lieja (aunque durante una parte del siglo XVI en el condado de Horn), actualmente en la provincia de Limburgo en los Países Bajos;
- Catedral de San Martín o Domkerk en Utrecht, entre los condados de Brabante y de Holanda, y el ducado de Güeldres en los Países Bajos (iglesia gótica en una isla en el Rín, posiblemente, directamente inspirada en la catedral de Colonia, aunque tiene una sola torre en la fachada occidental. Esta torre se convirtió en un modelo regional que se refiere como gótico de Utrecht y Sticht).

#### Edificios civiles
- Ayuntamiento de Damme, en el antiguo condado de Flandes
- Ayuntamiento de Oudenaarde, en el antiguo condado de Flandes